# Lijst van woonplaatsen in Gelderland
Een woonplaats is volgens de wet basisregistraties adressen en gebouwen (BAG) een "door het bevoegde gemeentelijke orgaan als zodanig aangewezen en van een naam voorzien gedeelte van het grondgebied van de gemeente". Iedere Nederlandse gemeente is verplicht haar volledige grondgebied in te delen in een of meerdere woonplaatsen. Het Kadaster, de beheerder van de Landelijke Voorziening BAG, kent aan iedere woonplaats een woonplaatscode toe. Deze wordt tussen haakjes achter de naam van de woonplaats weergegeven.

## Aalten

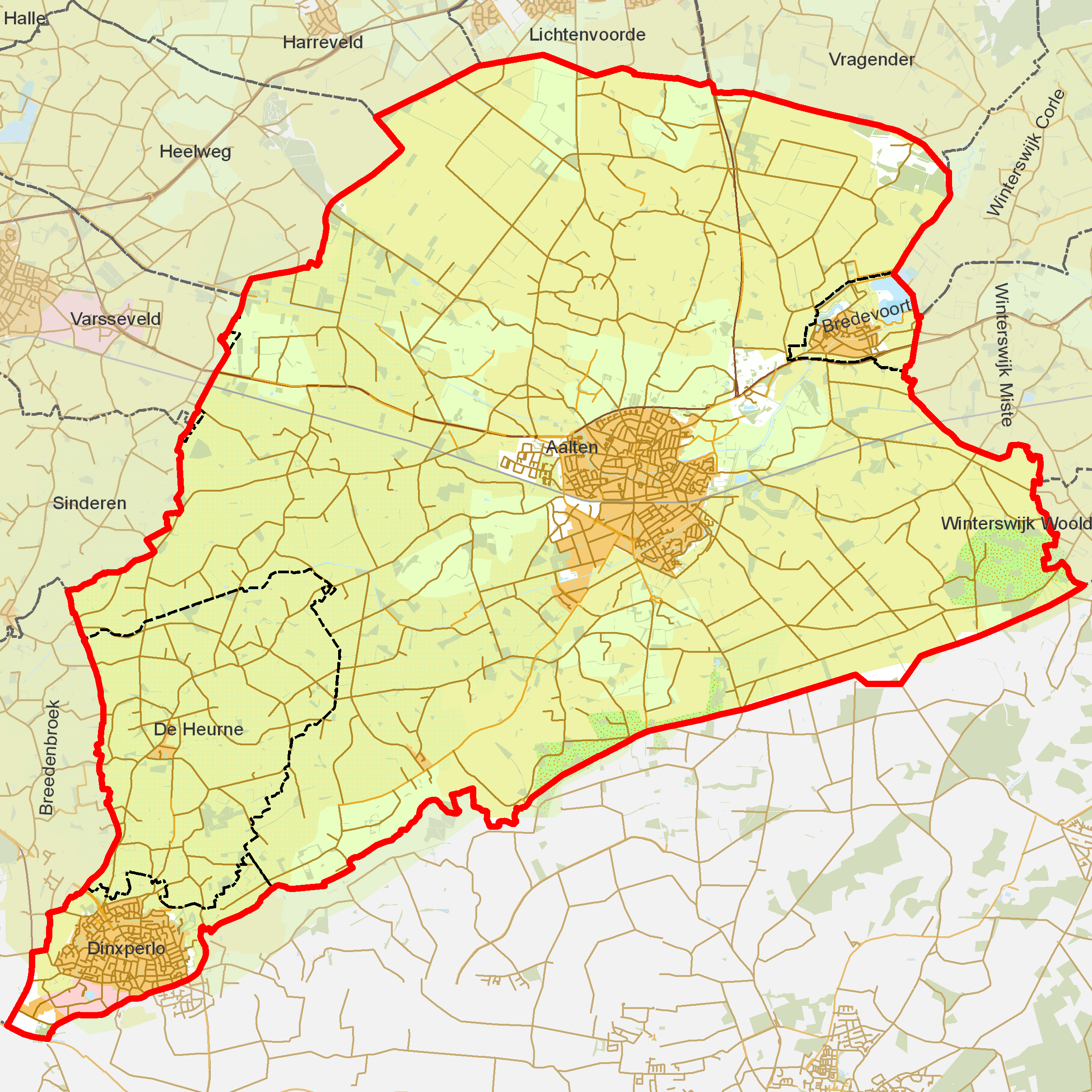
Woonplaatsen in de gemeente Aalten

- Aalten (1193)
- Bredevoort (1194)
- De Heurne (1195)
- Dinxperlo (1196)

## Apeldoorn

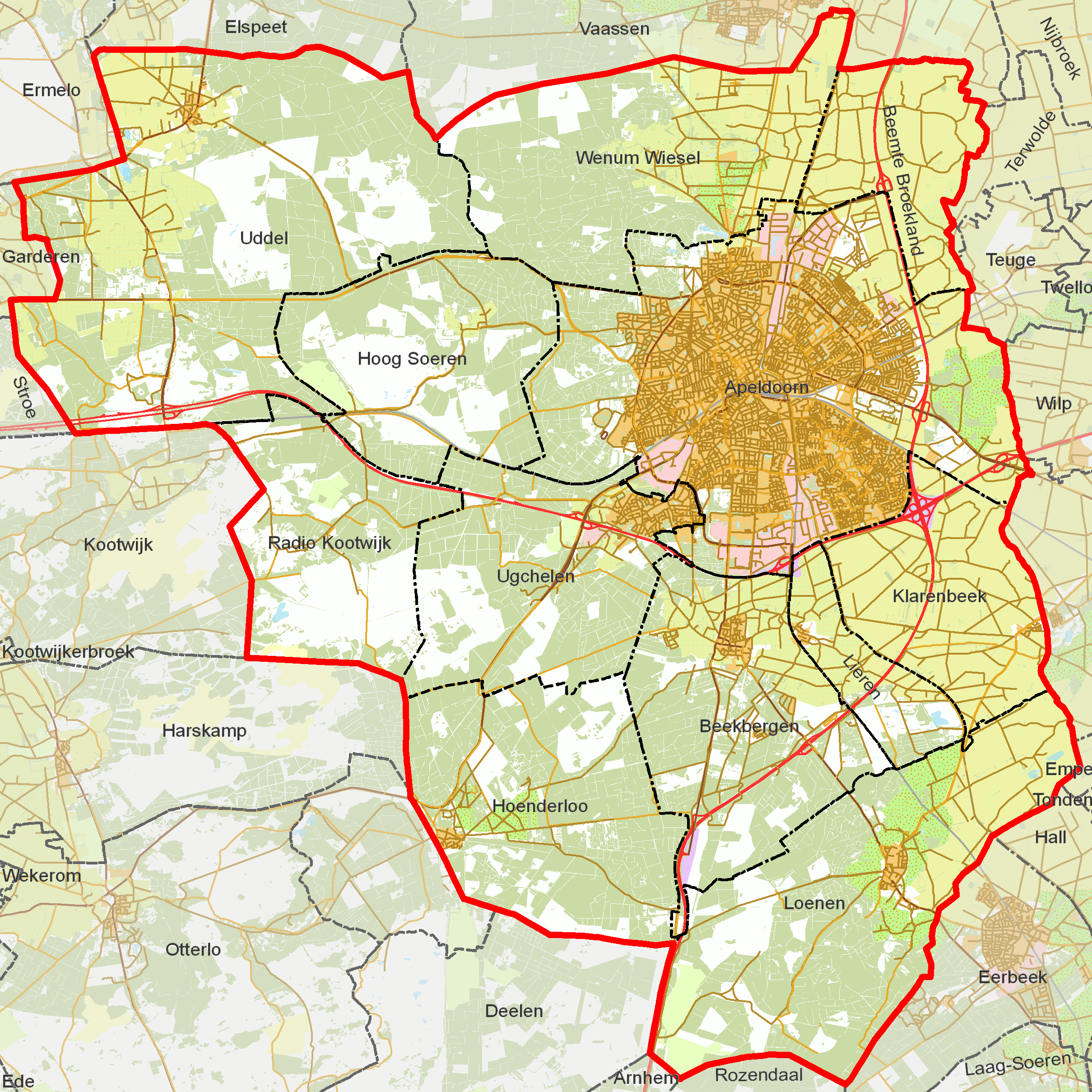
Woonplaatsen in de gemeente Apeldoorn

- Apeldoorn (3560)
- Beekbergen (2258)
- Beemte Broekland (2254)
- Hoenderloo (2257)
- Hoog Soeren (3564)
- Klarenbeek (2248)
- Lieren (2250)
- Loenen (2251)
- Radio Kootwijk (3563)
- Uddel (3562)
- Ugchelen (2256)
- Wenum-Wiesel (3561)

## Arnhem

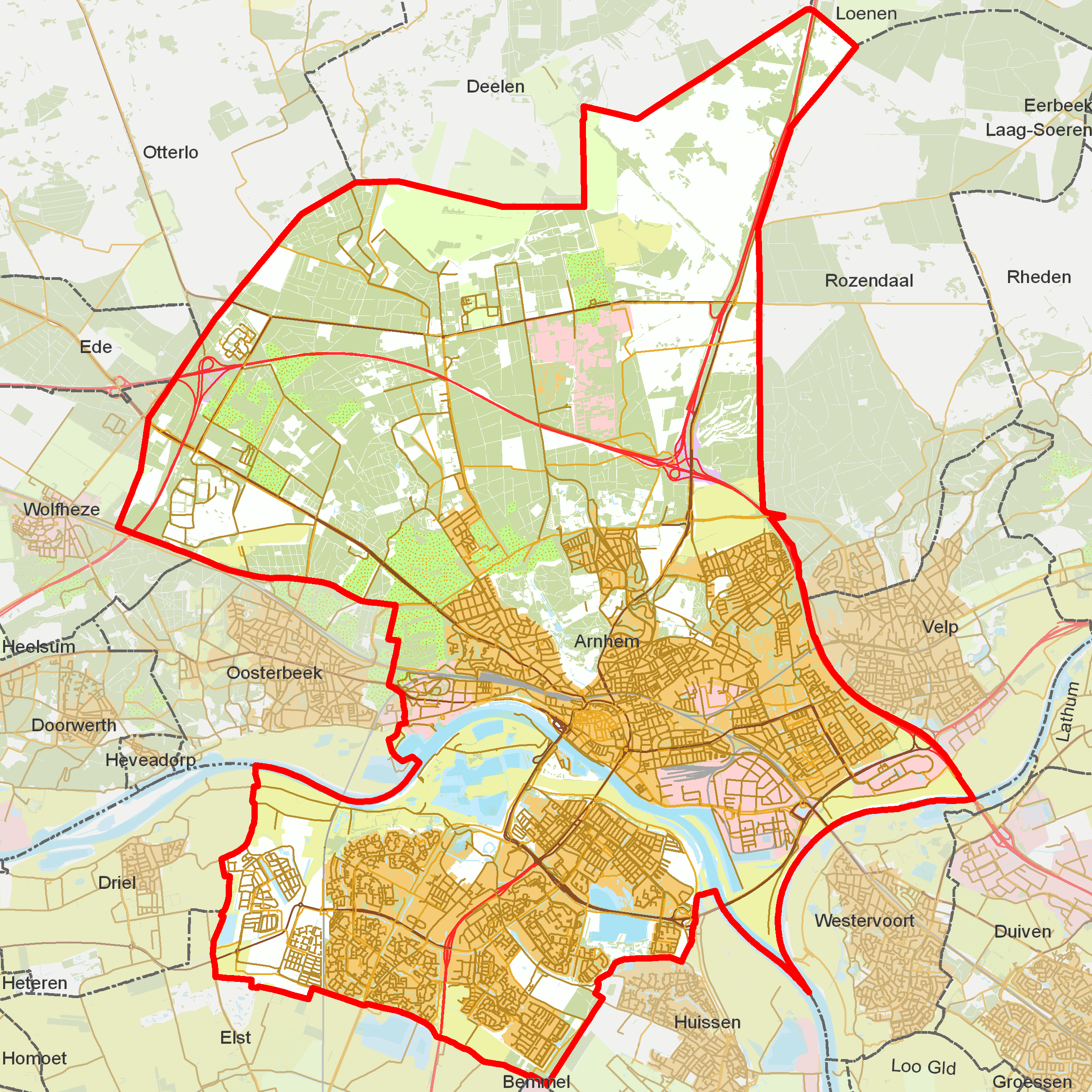
Woonplaatsen in de gemeente Arnhem

- Arnhem (1296)

## Barneveld

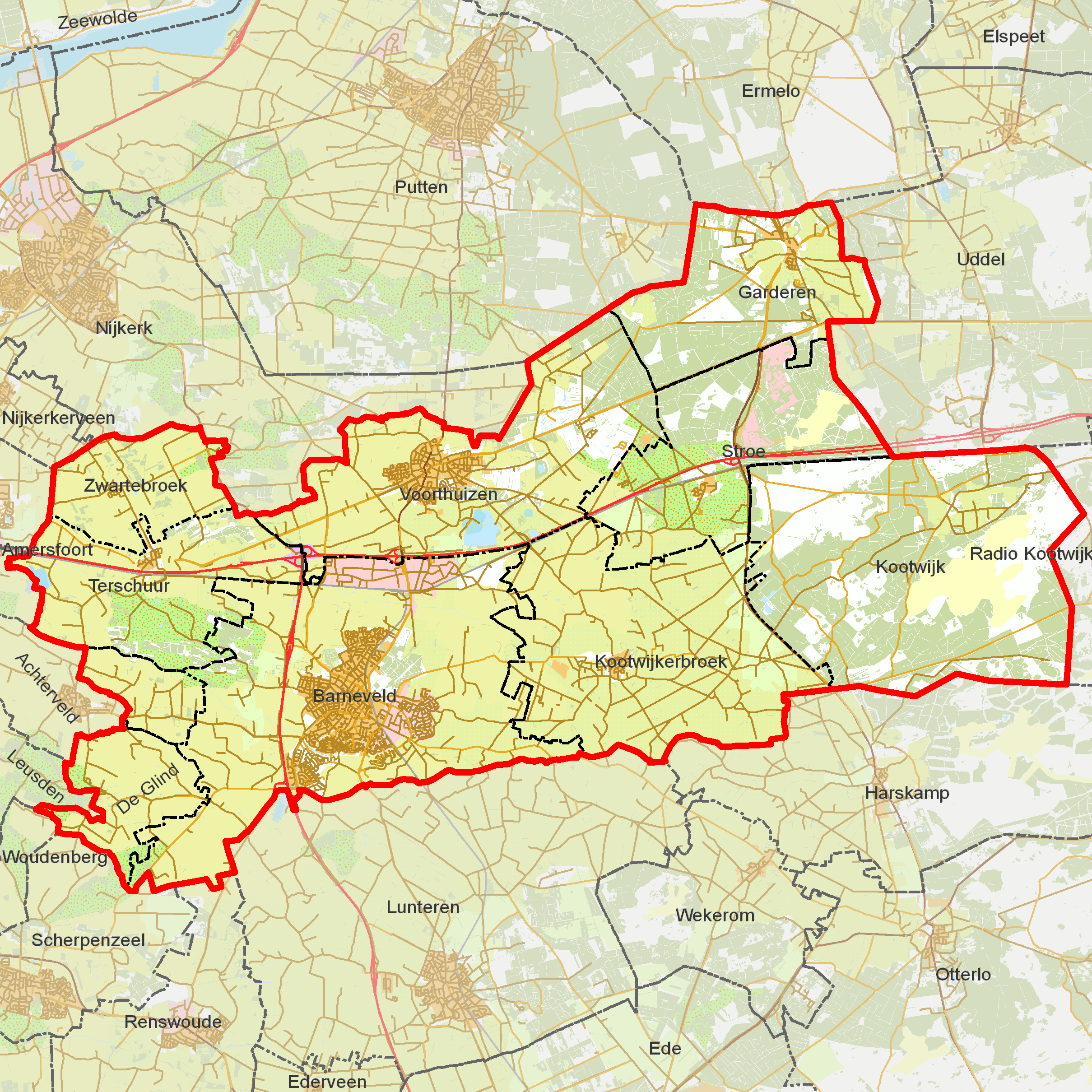
Woonplaatsen in de gemeente Barneveld

- Achterveld (1063)
- Barneveld (1054)
- De Glind (1061)
- Garderen (1057)
- Kootwijk (1062)
- Kootwijkerbroek (1056)
- Stroe (1059)
- Terschuur (1058)
- Voorthuizen (1055)
- Zwartebroek (1060)

## Berg en Dal

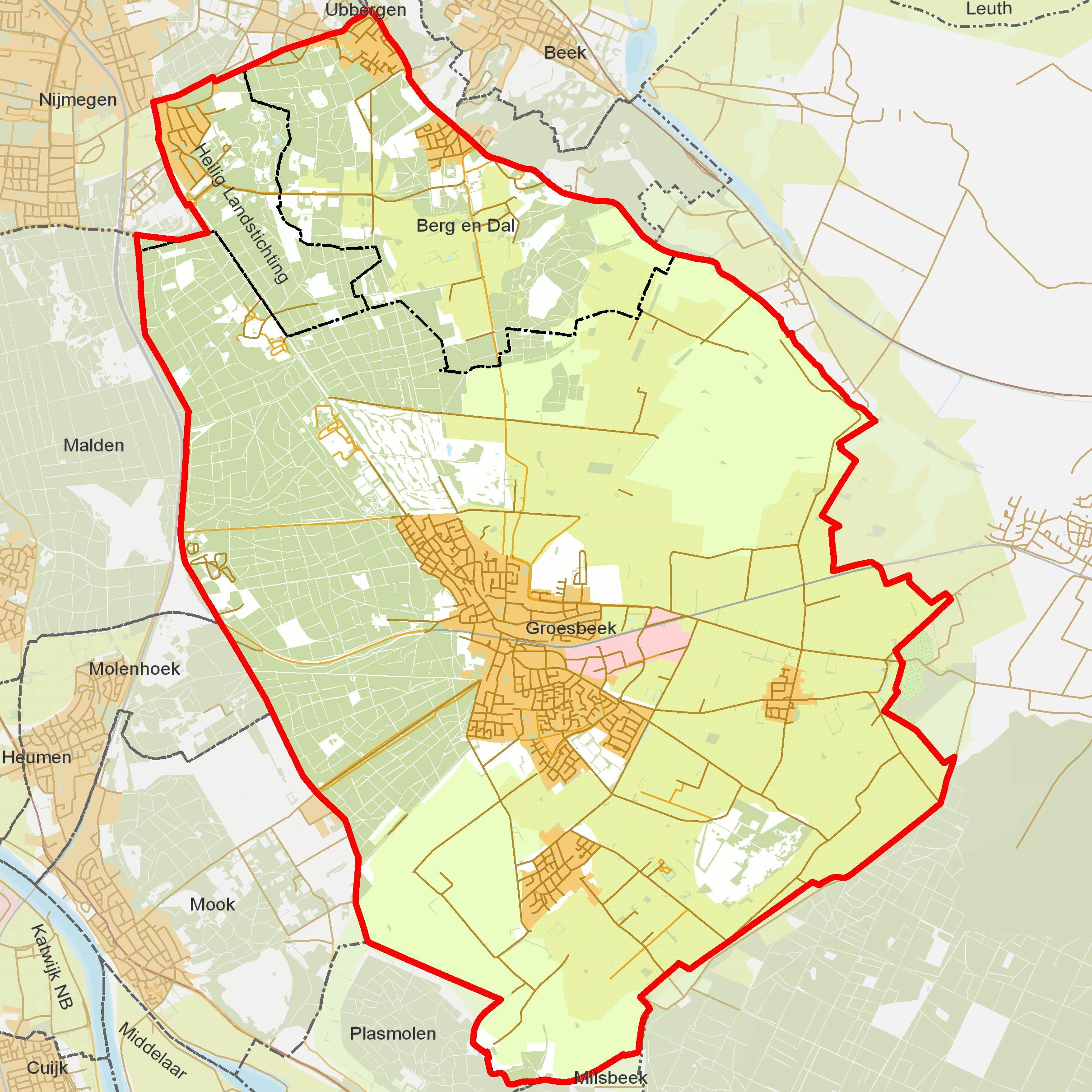
Woonplaatsen in de voormalige gemeente Groesbeek

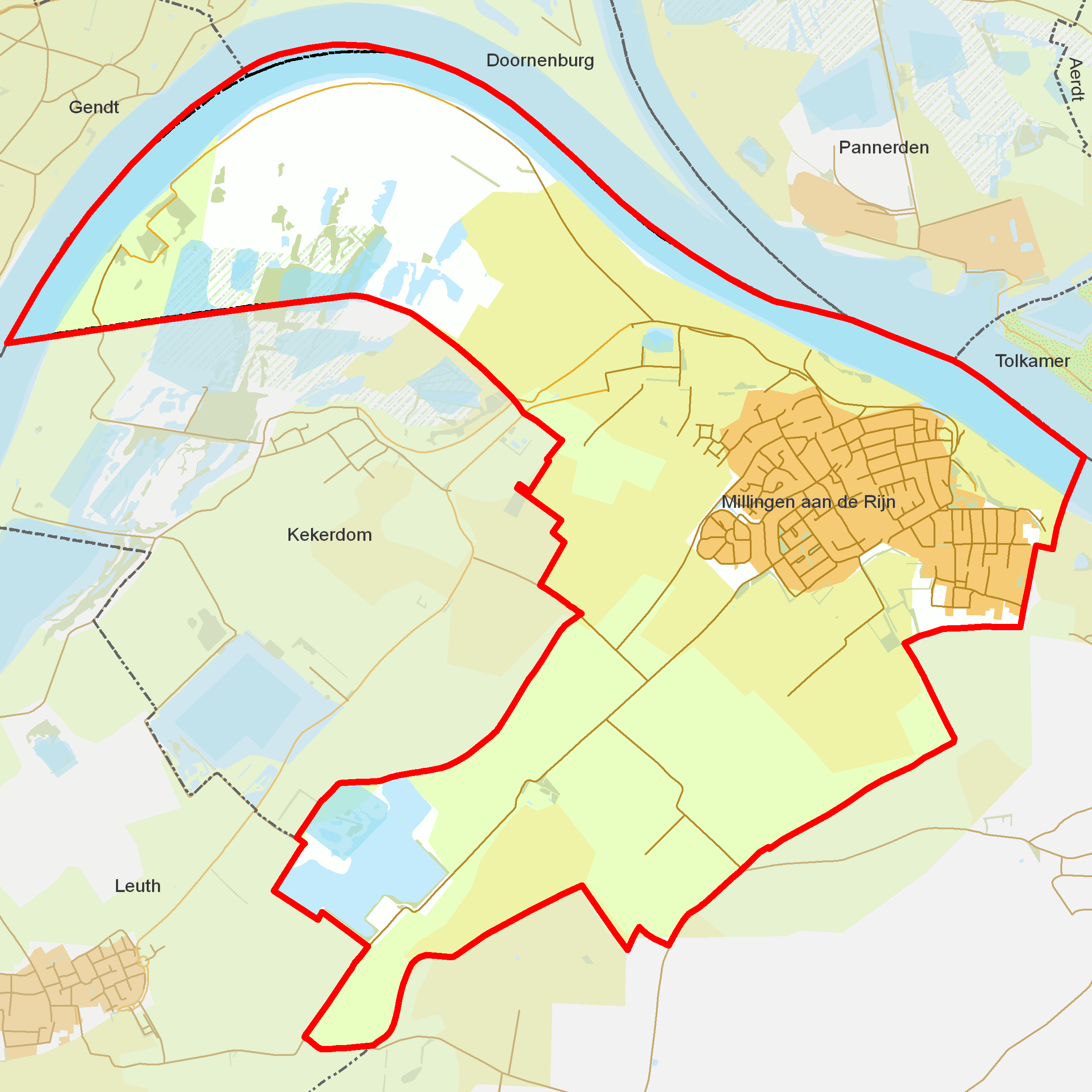
Woonplaatsen in de voormalige gemeente Millingen aan de Rijn

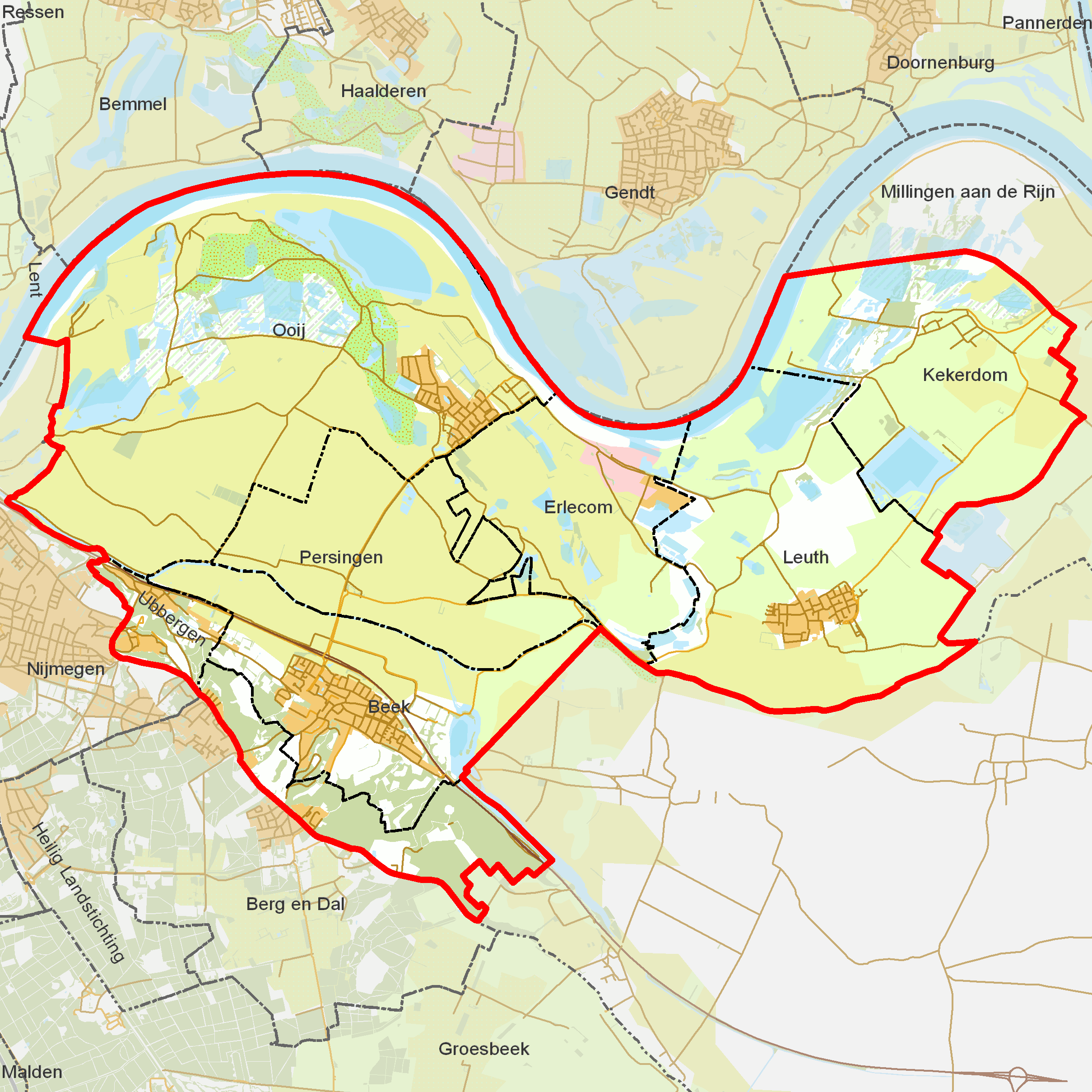
Woonplaatsen in de voormalige gemeente Ubbergen

- Beek (2872)
- Berg en Dal (2290; 2873)
- Erlecom (2874)
- Groesbeek (2291)
- Heilig Landstichting (2292)
- Kekerdom (2875)
- Leuth (2876)
- Millingen aan de Rijn (2289)
- Ooij (2877)
- Persingen (2878)
- Ubbergen (2879)

## Berkelland

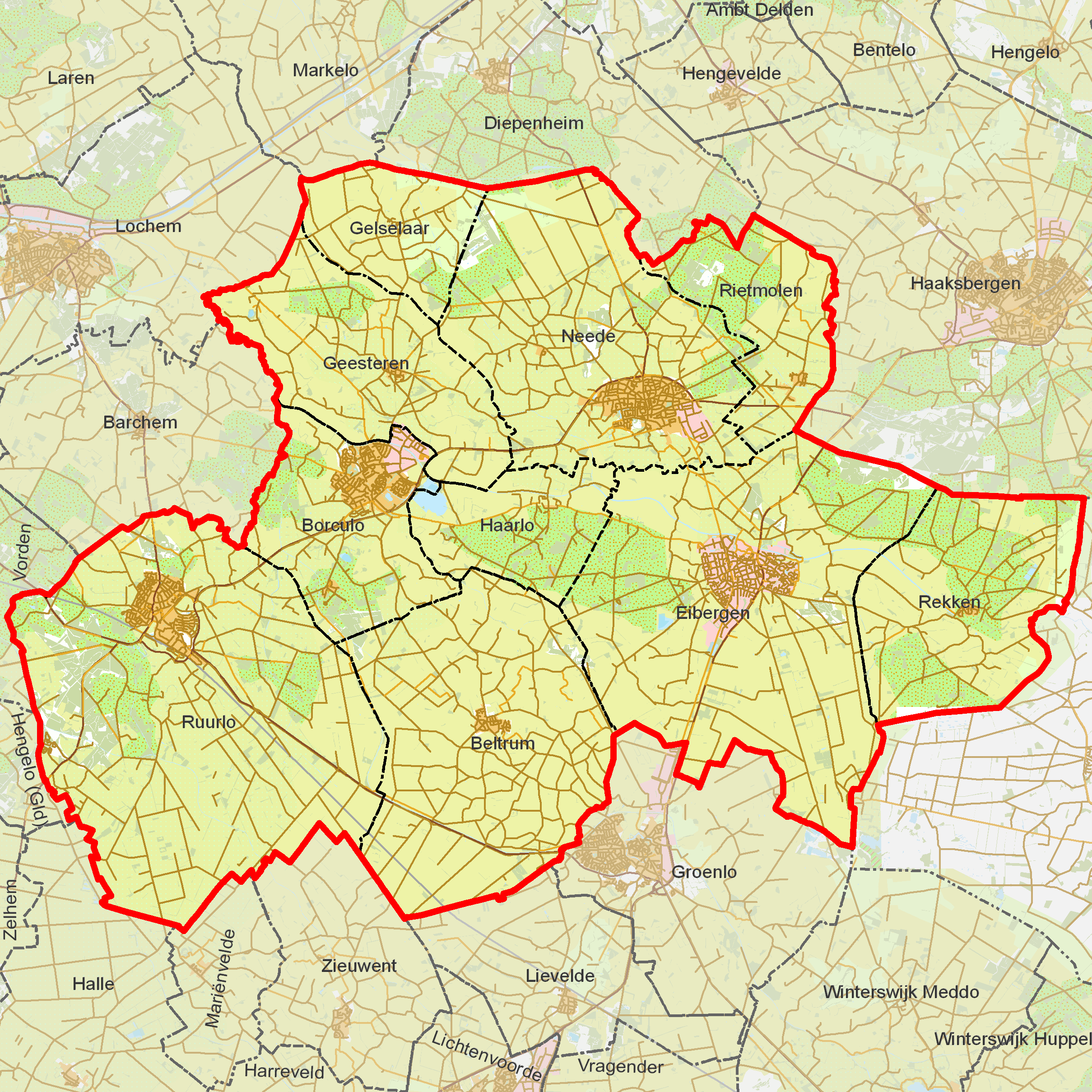
Woonplaatsen in de gemeente Berkelland

- Beltrum (1661)
- Borculo (1659)
- Eibergen (1662)
- Geesteren (1655)
- Gelselaar (1654)
- Haarlo (1660)
- Neede (1656)
- Rekken (1663)
- Rietmolen (1657)
- Ruurlo (1658)

## Beuningen

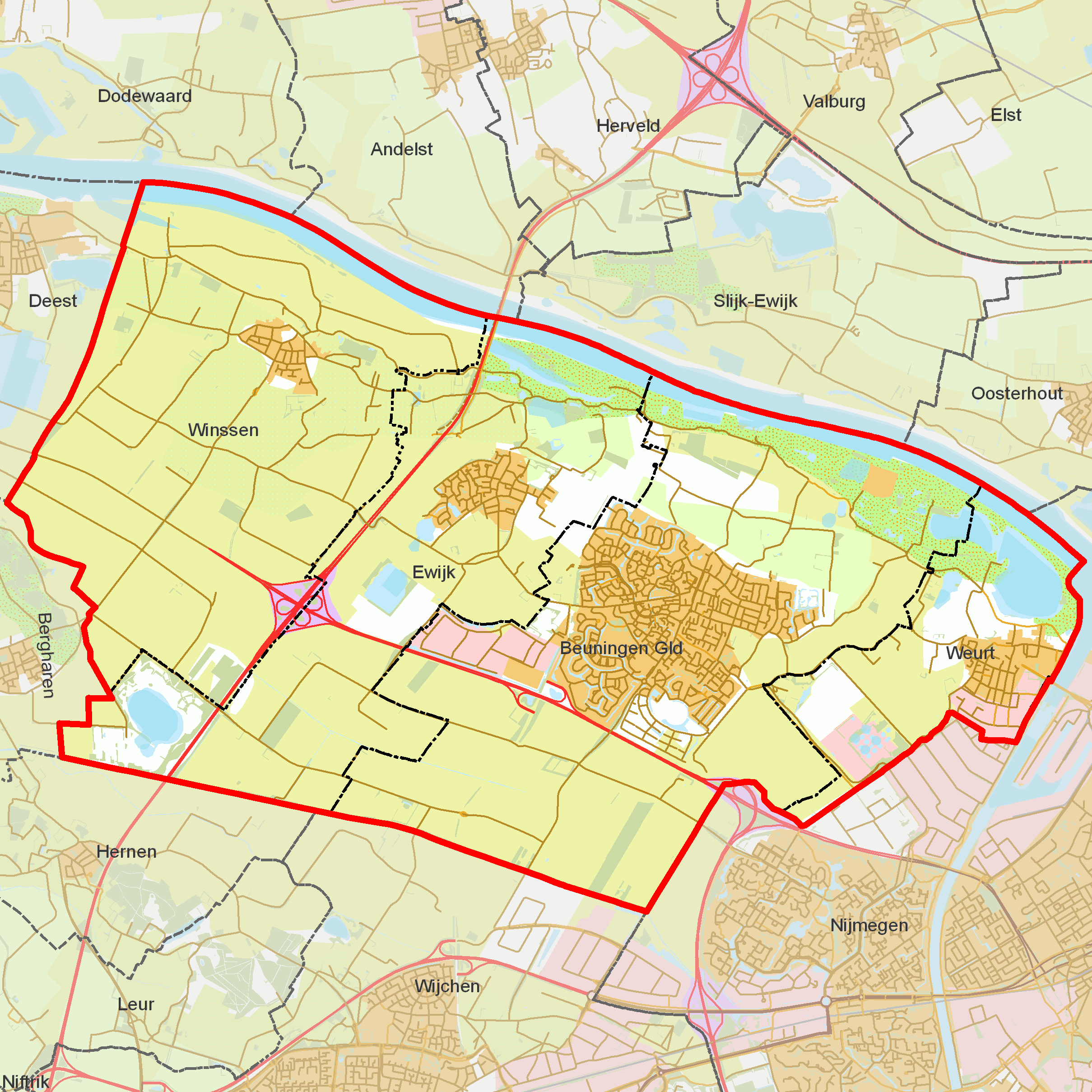
Woonplaatsen in de gemeente Beuningen

- Beuningen (2751)
- Ewijk (2752)
- Weurt (2750)
- Winssen (2753)

## Bronckhorst

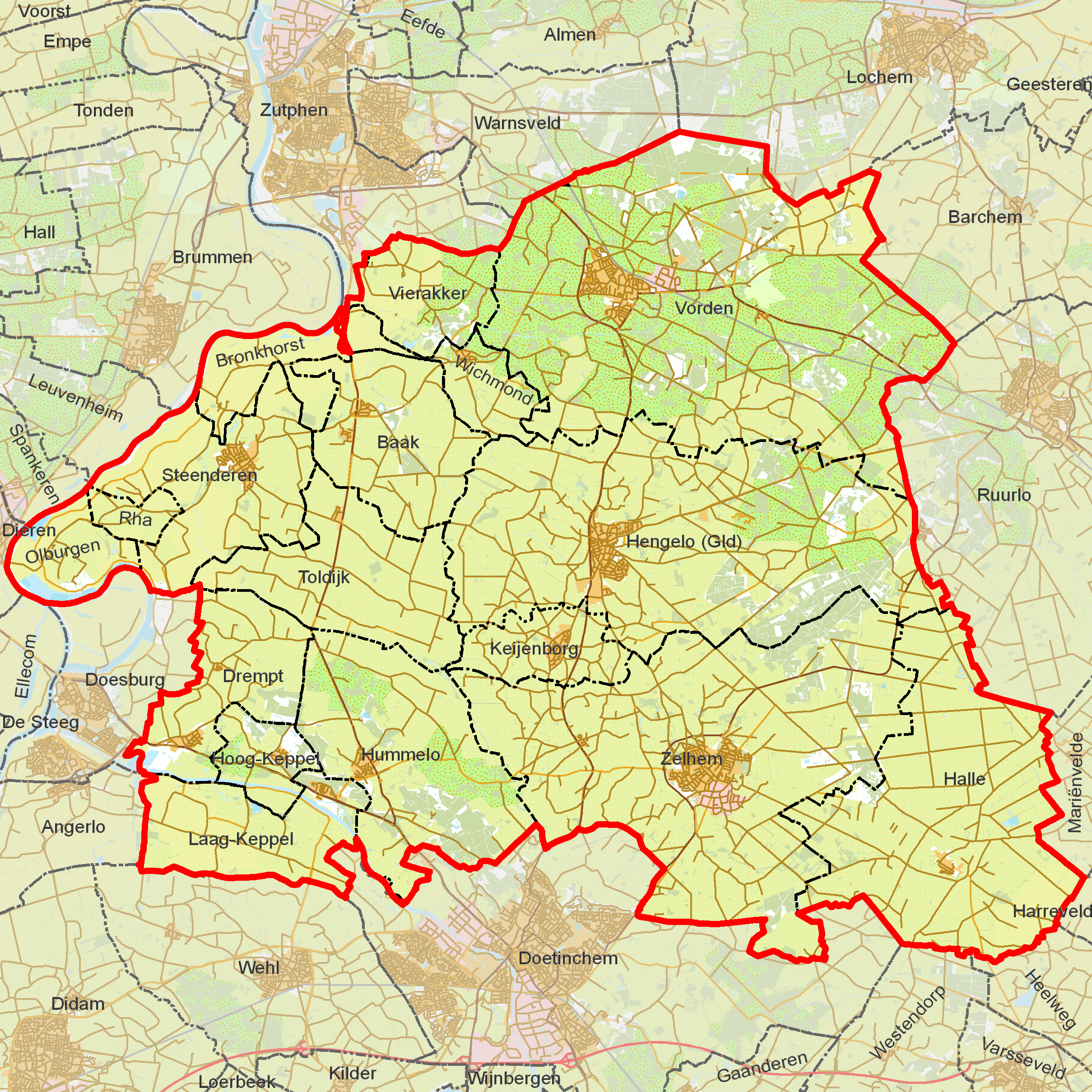
Woonplaatsen in de gemeente Bronckhorst

- Baak (1527)
- Bronkhorst (1530)
- Drempt (1520)
- Halle (1525)
- Hengelo (1535)
- Hoog-Keppel (1521)
- Hummelo (1523)
- Keijenborg (1536)
- Laag-Keppel (1522)
- Olburgen (1529)
- Rha (1528)
- Steenderen (1526)
- Toldijk (1531)
- Vierakker (1532)
- Vorden (1534)
- Wichmond (1533)
- Zelhem (1524)

## Brummen

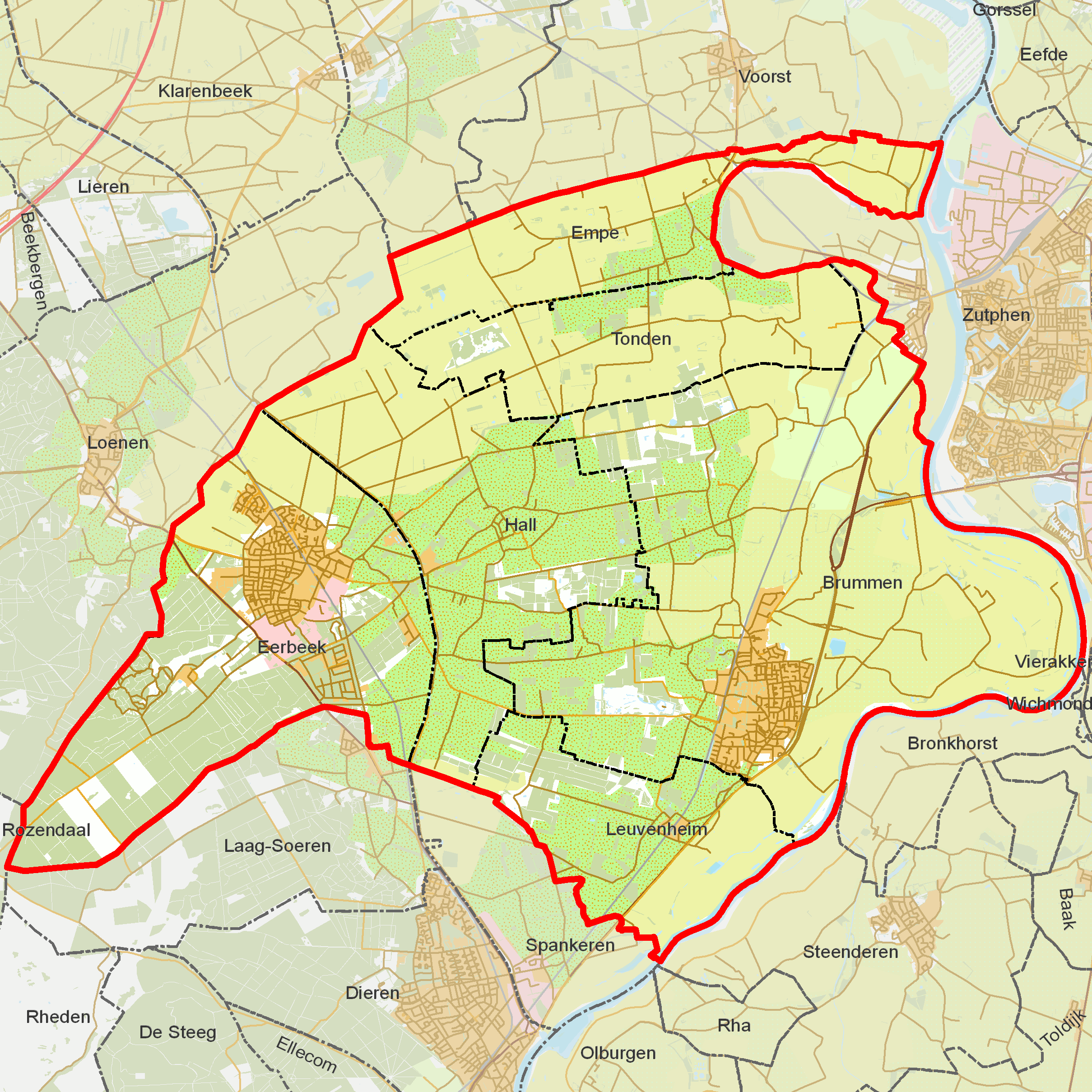
Woonplaatsen in de gemeente Brummen

- Brummen (1111)
- Eerbeek (1114)
- Empe (1109)
- Hall (1113)
- Leuvenheim (1112)
- Tonden (1110)

## Buren

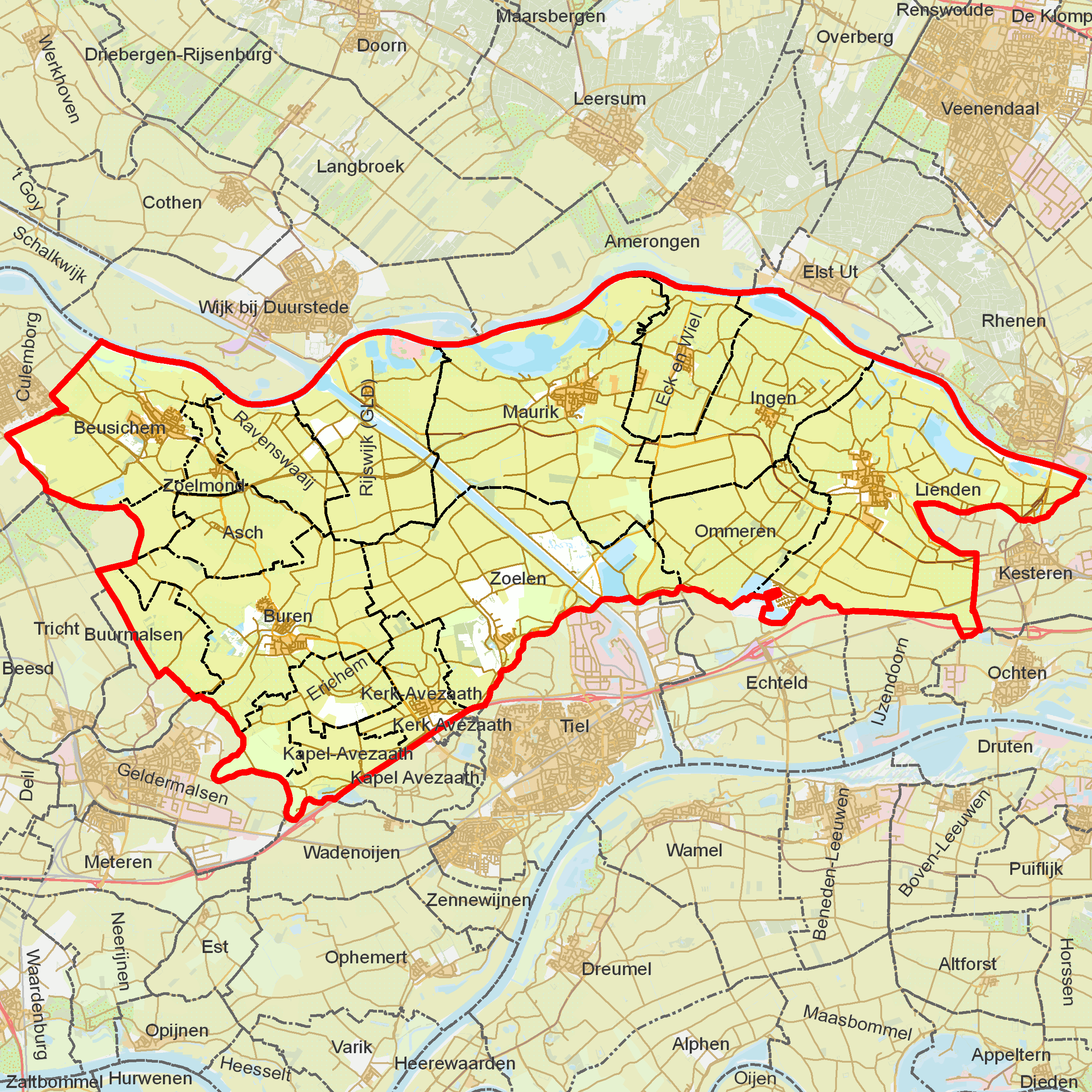
Woonplaatsen in de gemeente Buren

- Asch (3370)
- Beusichem (3371)
- Buren (3372)
- Buurmalsen (3373)
- Eck en Wiel (3374)
- Erichem (3375)
- Ingen (3376)
- Kapel-Avezaath (3377)
- Kerk-Avezaath (3378)
- Lienden (3379)
- Maurik (3380)
- Ommeren (3381)
- Ravenswaaij (3382)
- Rijswijk (3383)
- Zoelen (3384)
- Zoelmond (3385)

## Culemborg

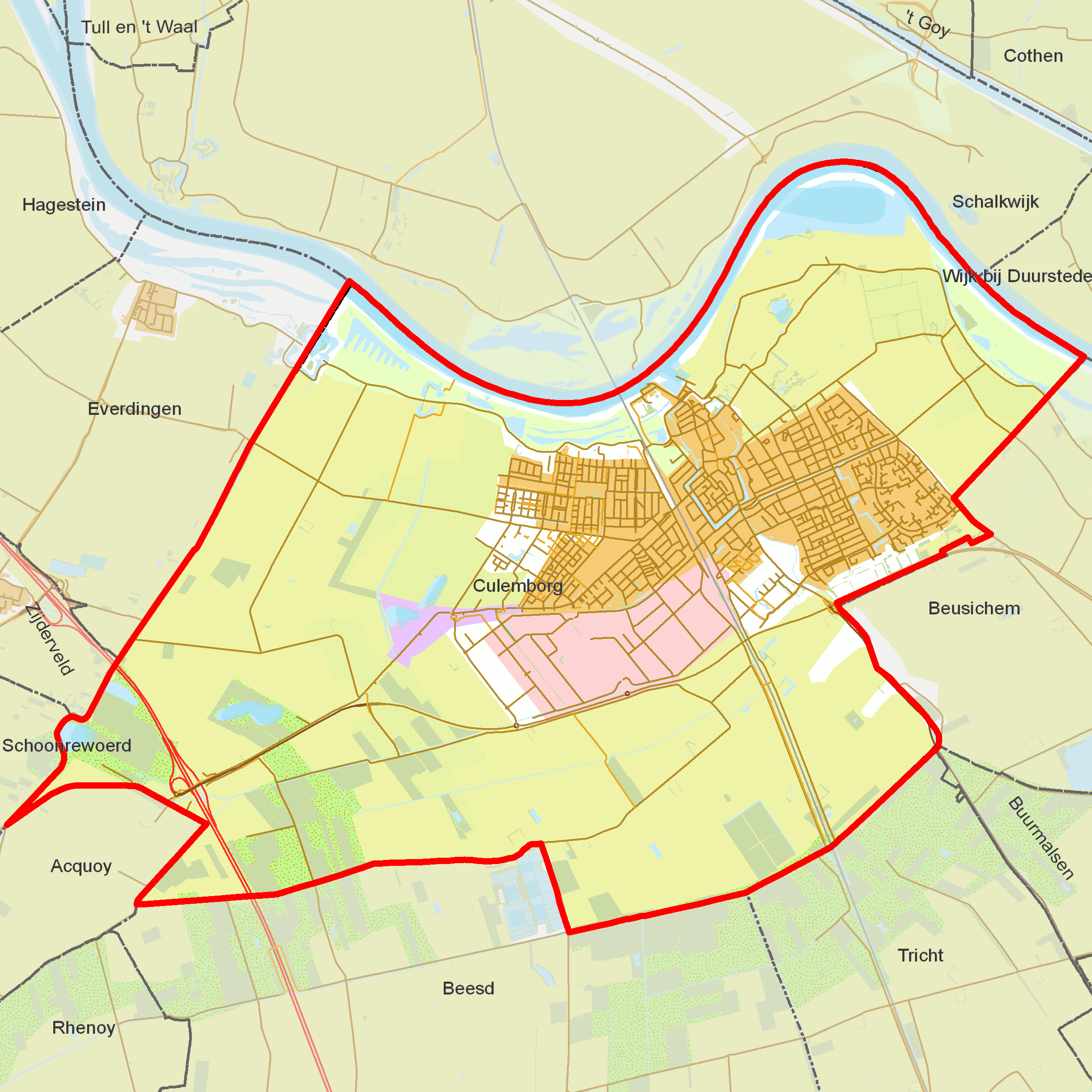
Woonplaatsen in de gemeente Culemborg

- Culemborg (2052)

## Doesburg

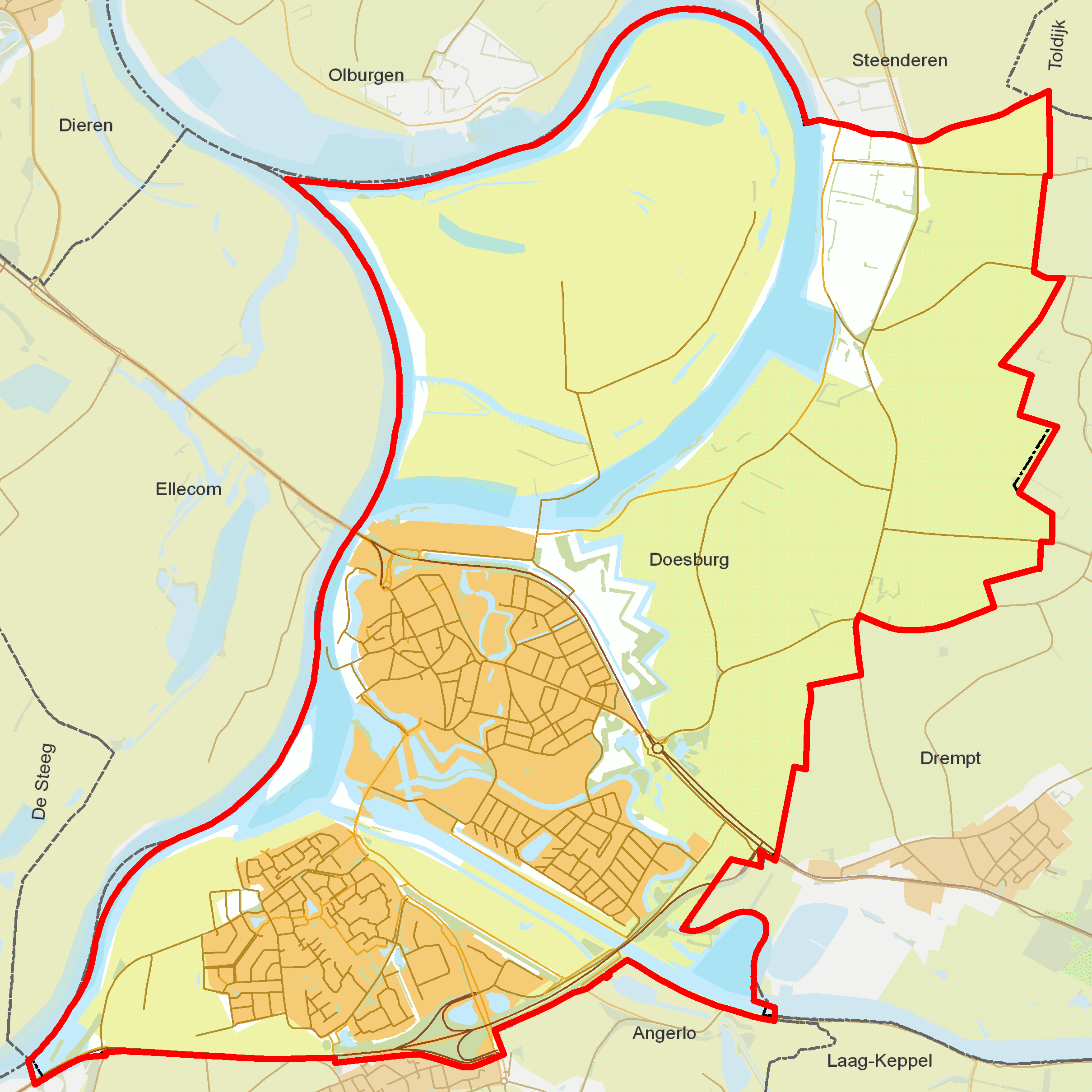
Woonplaatsen in de gemeente Doesburg

- Doesburg (2142)

## Doetinchem

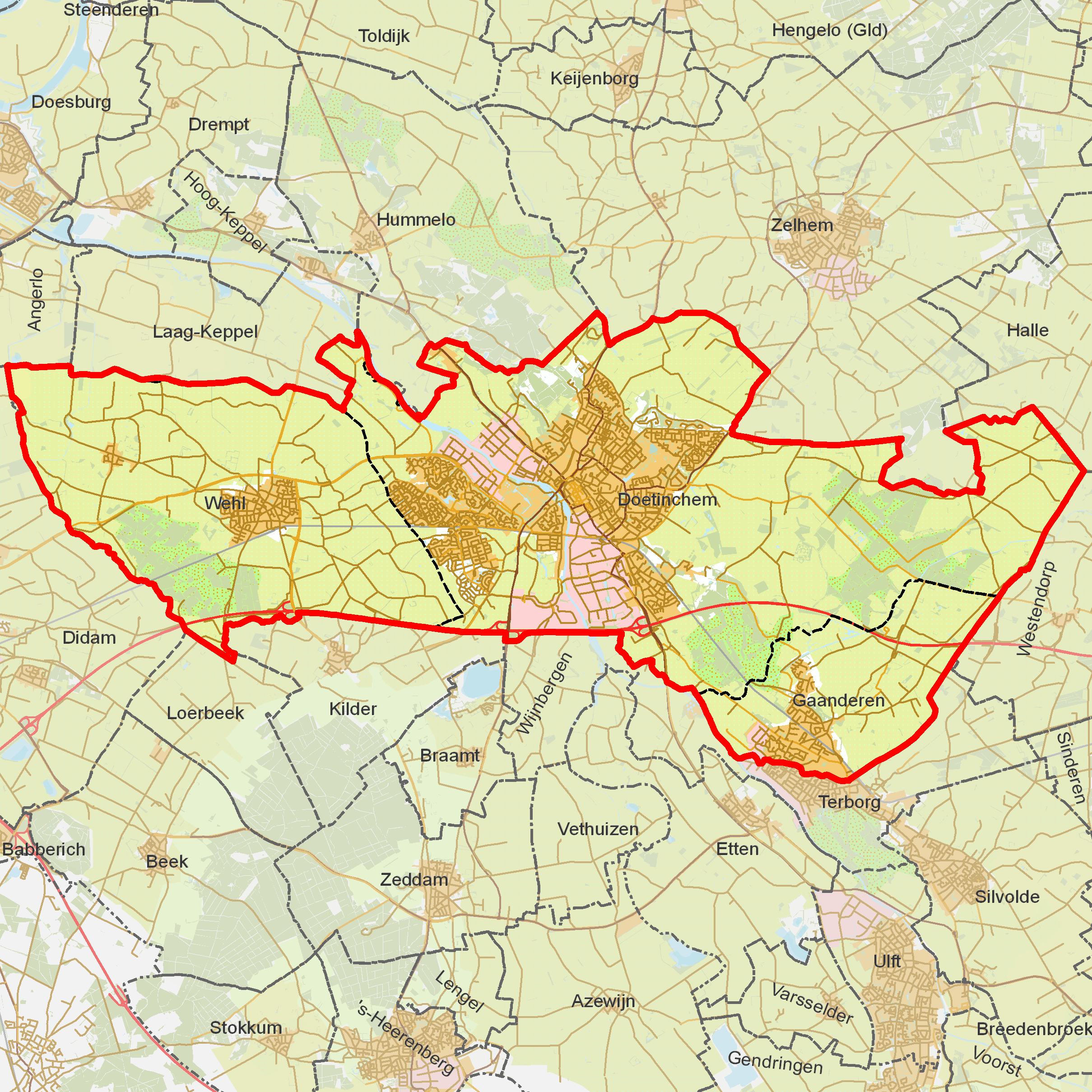
Woonplaatsen in de gemeente Doetinchem

- Doetinchem (3246)
- Gaanderen (3247)
- Wehl (3248)

## Druten

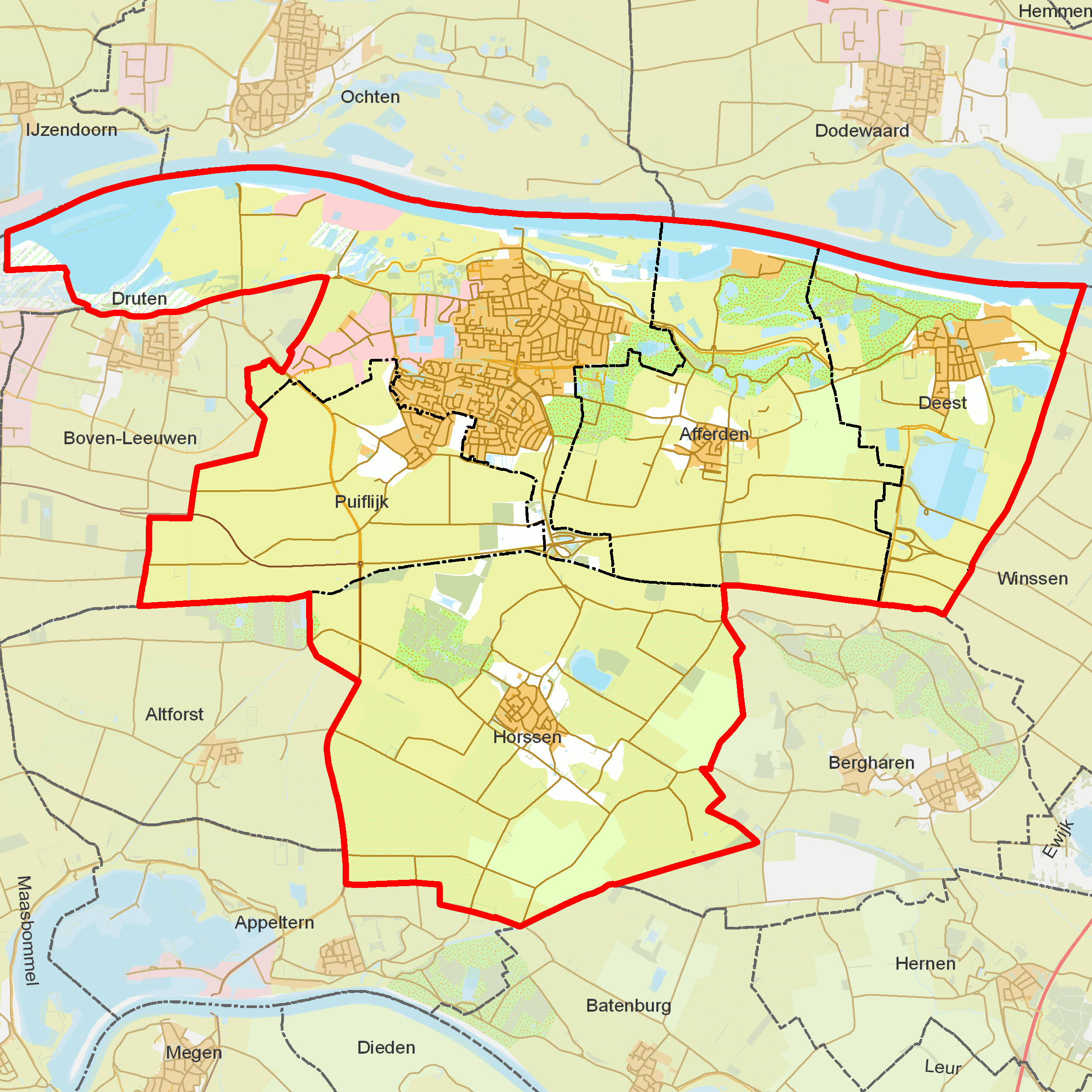
Woonplaatsen in de gemeente Druten

- Afferden (2902)
- Deest (2903)
- Druten (2904)
- Horssen (2905)
- Puiflijk (2906)

## Duiven

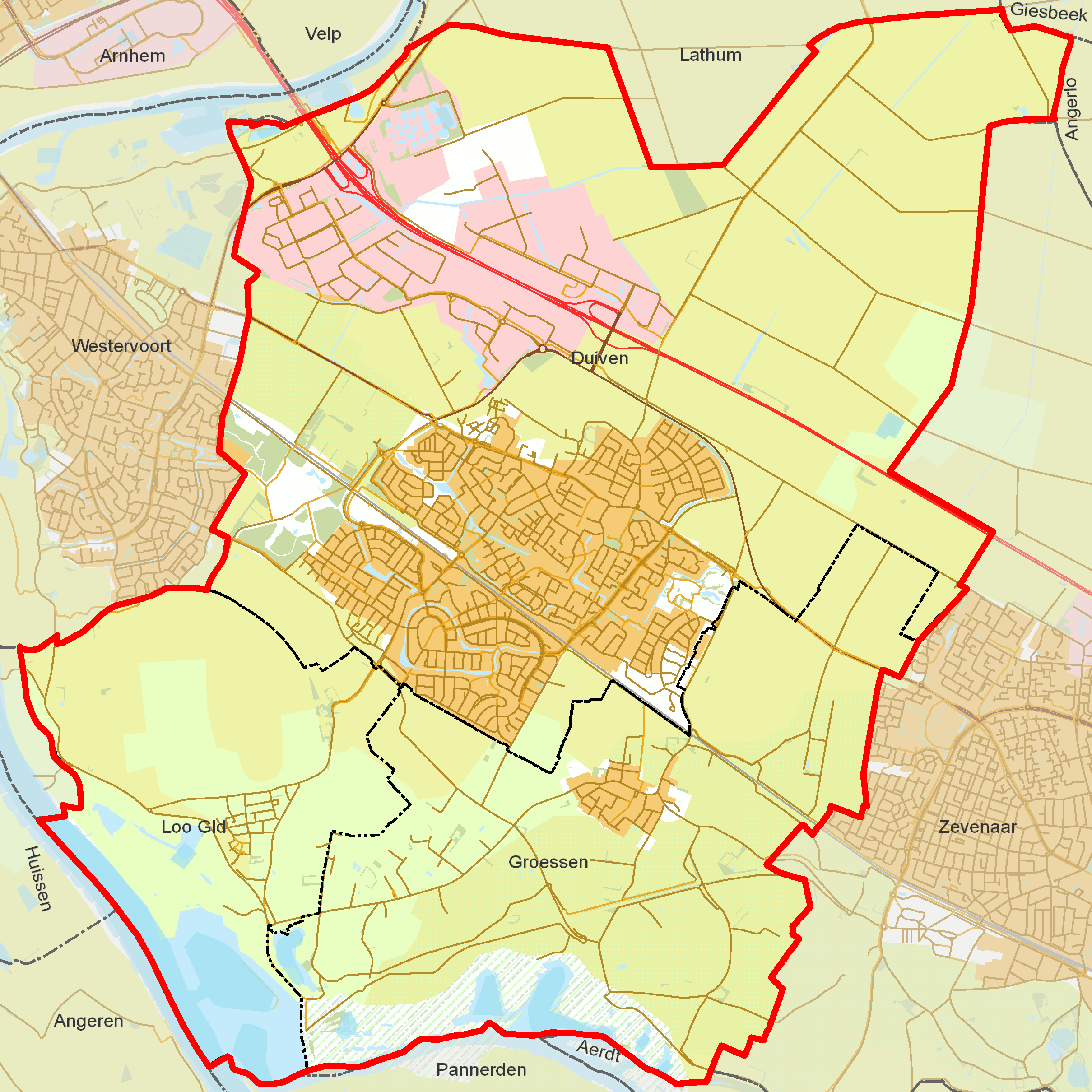
Woonplaatsen in de gemeente Duiven

- Duiven (2096)
- Groessen (2097)
- Loo (2098)

## Ede

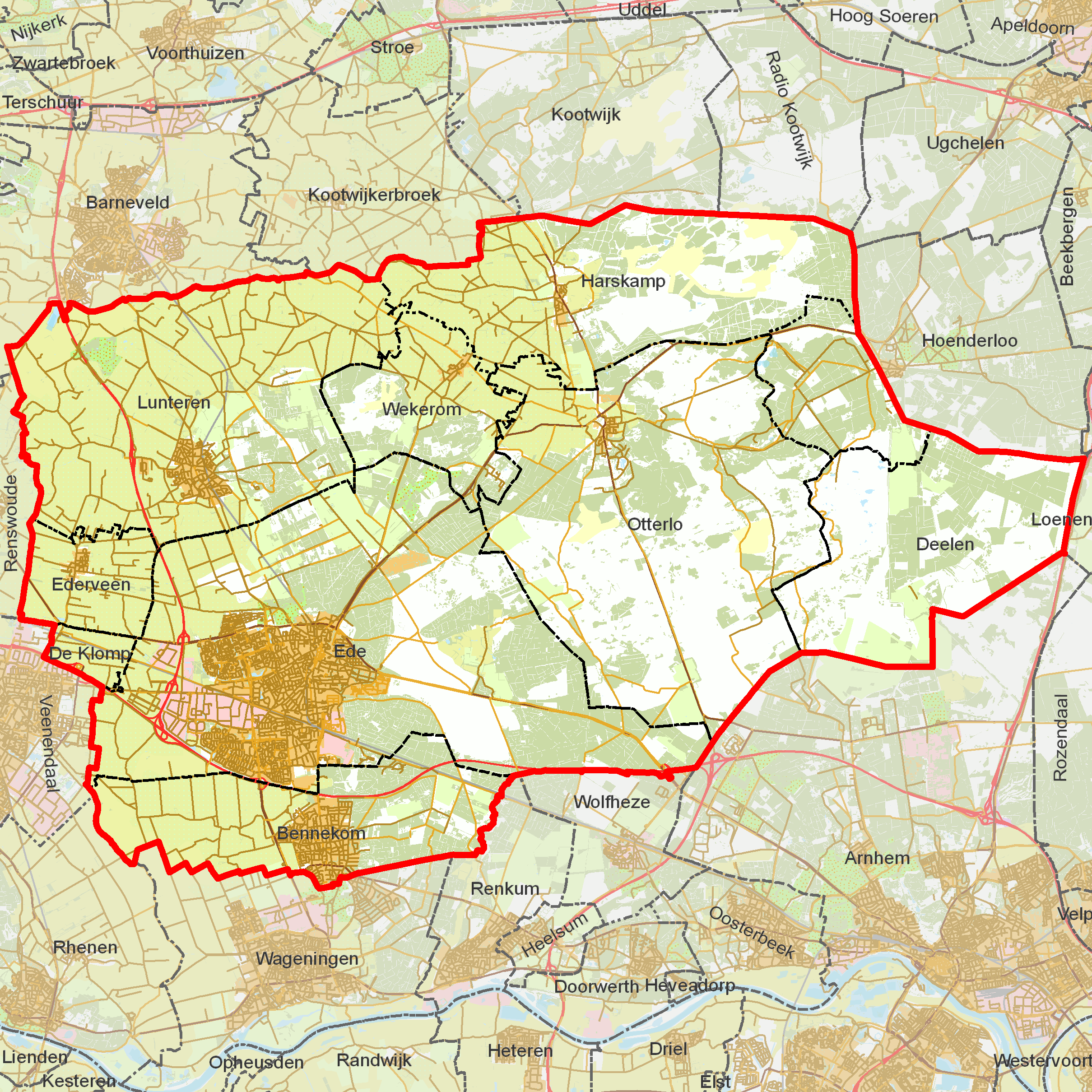
Woonplaatsen in de gemeente Ede

- Bennekom (2766)
- De Klomp (2770)
- Deelen (2773)
- Ede (2764)
- Ederveen (2769)
- Harskamp (2768)
- Hoenderloo (2772)
- Lunteren (2765)
- Otterlo (2767)
- Wekerom (2771)

## Elburg

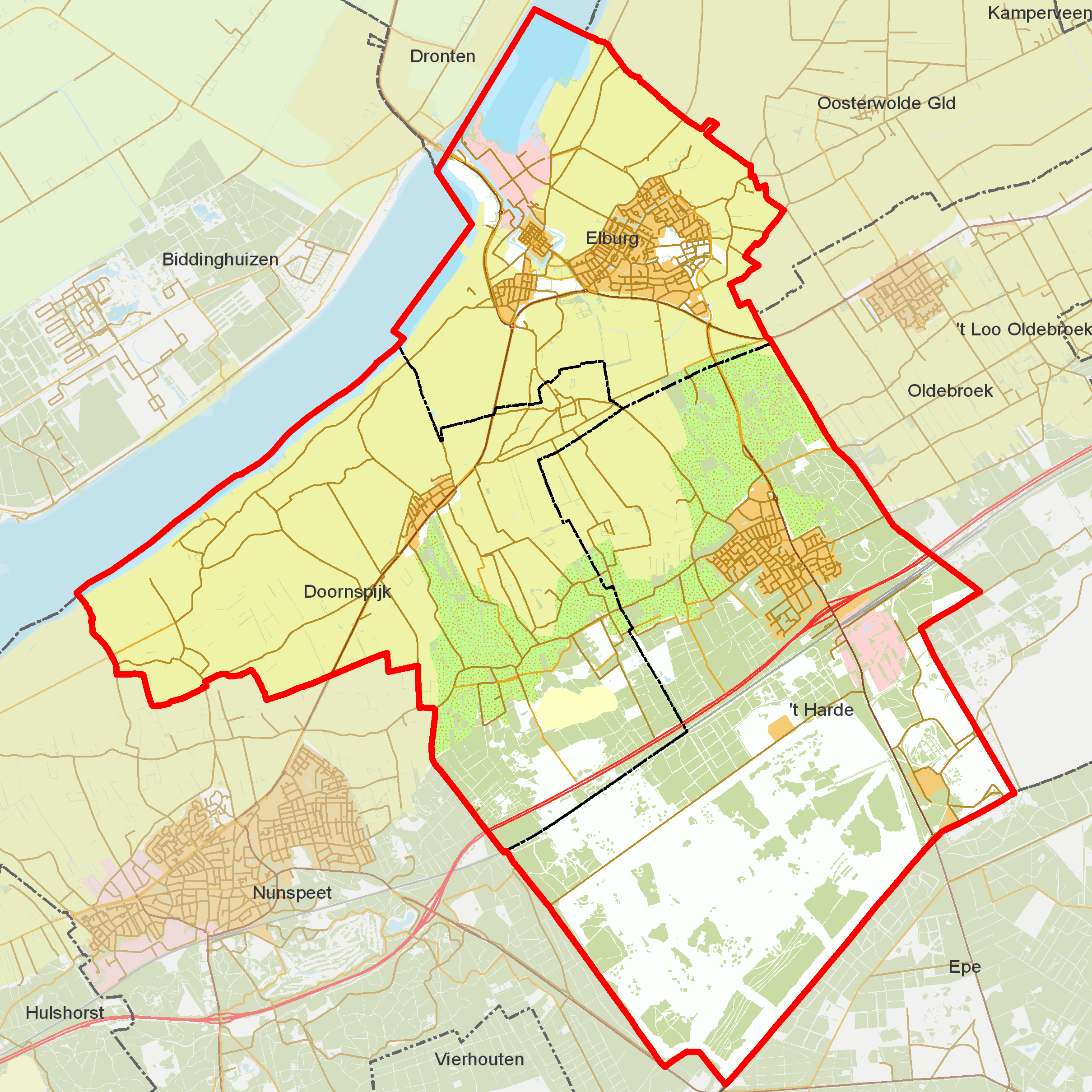
Woonplaatsen in de gemeente Elburg

- Doornspijk (1846)
- Elburg (1844)
- 't Harde (1845)

## Epe

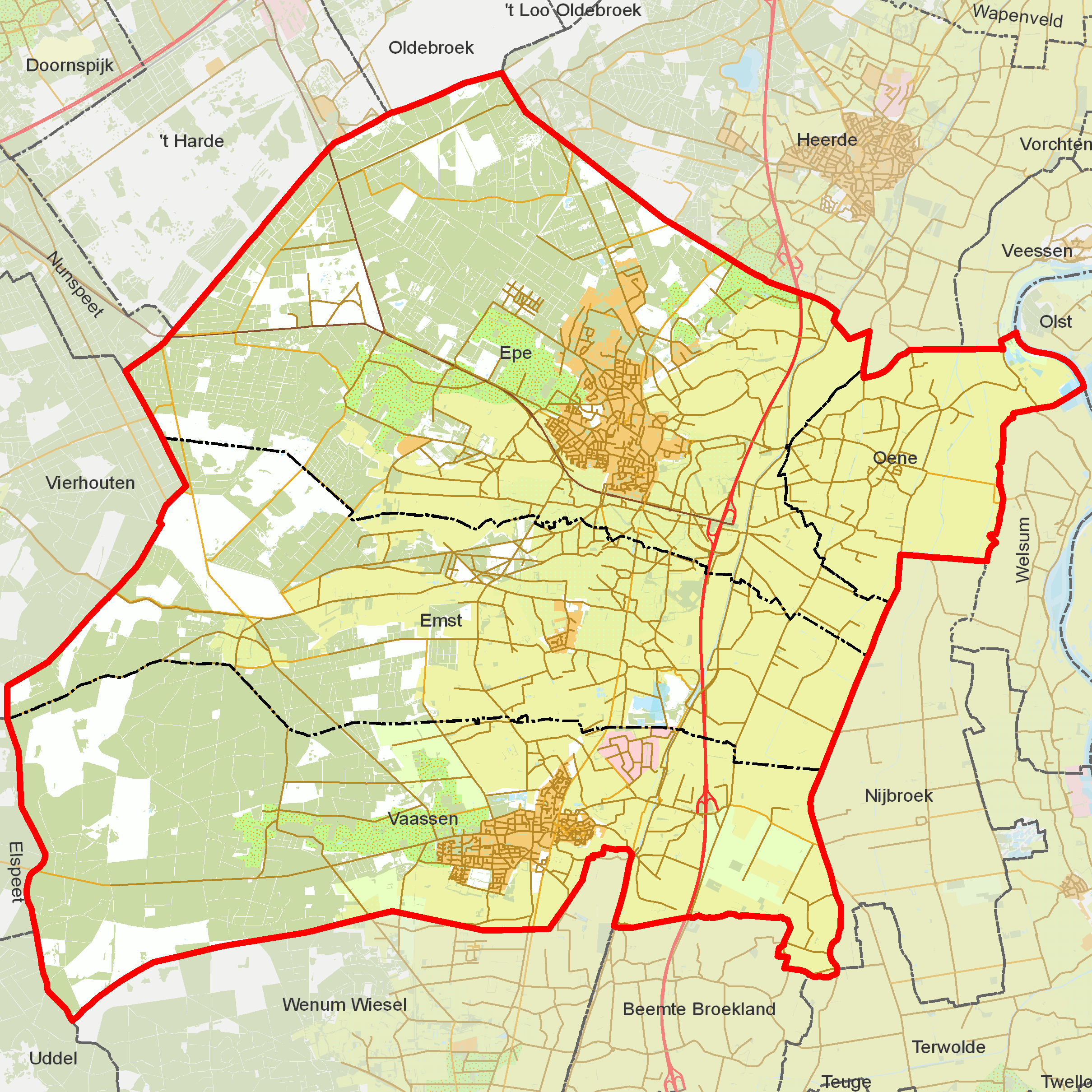
Woonplaatsen in de gemeente Epe

- Emst (1346)
- Epe (1344)
- Oene (1347)
- Vaassen (1345)

## Ermelo

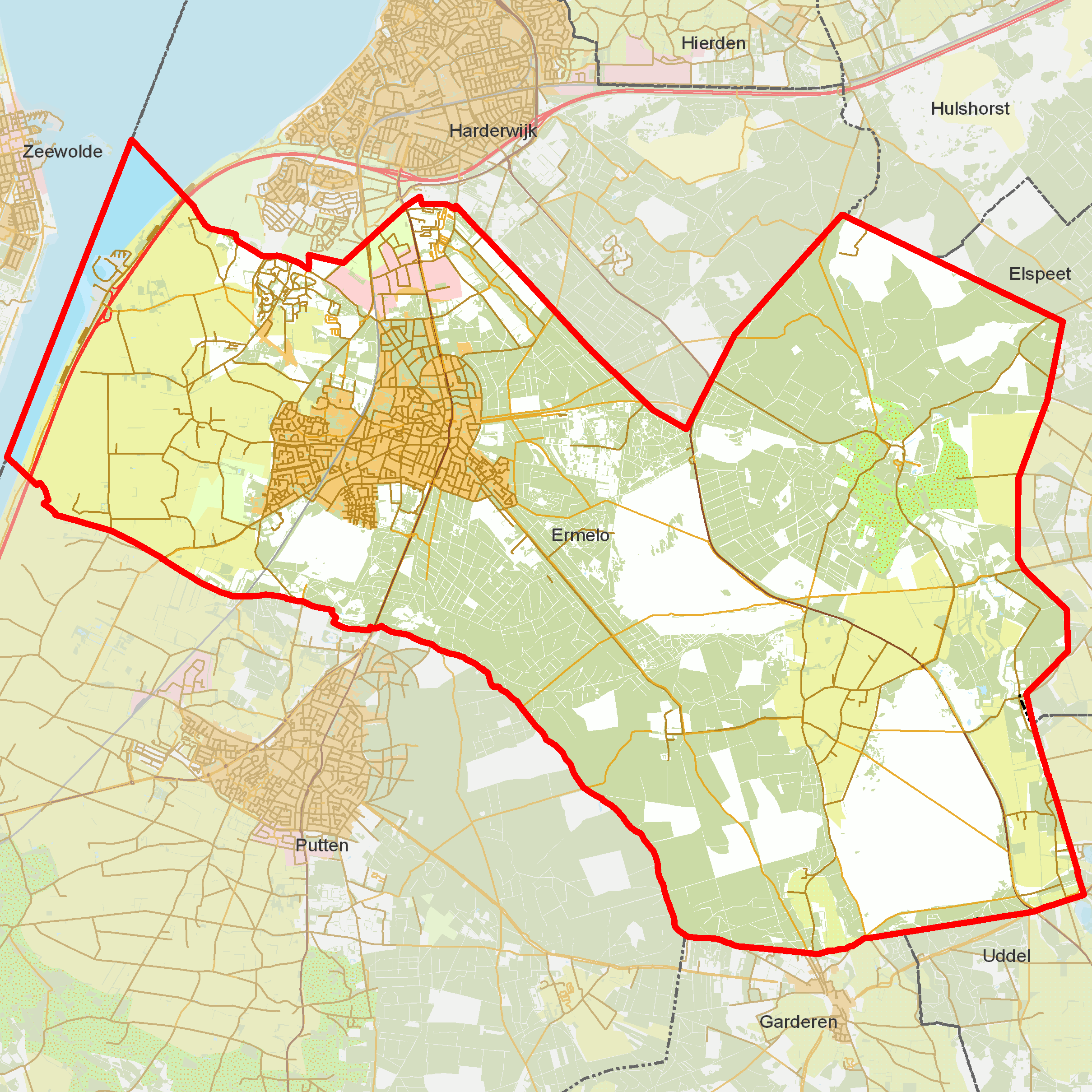
Woonplaatsen in de gemeente Ermelo

- Ermelo (2573)

## Geldermalsen

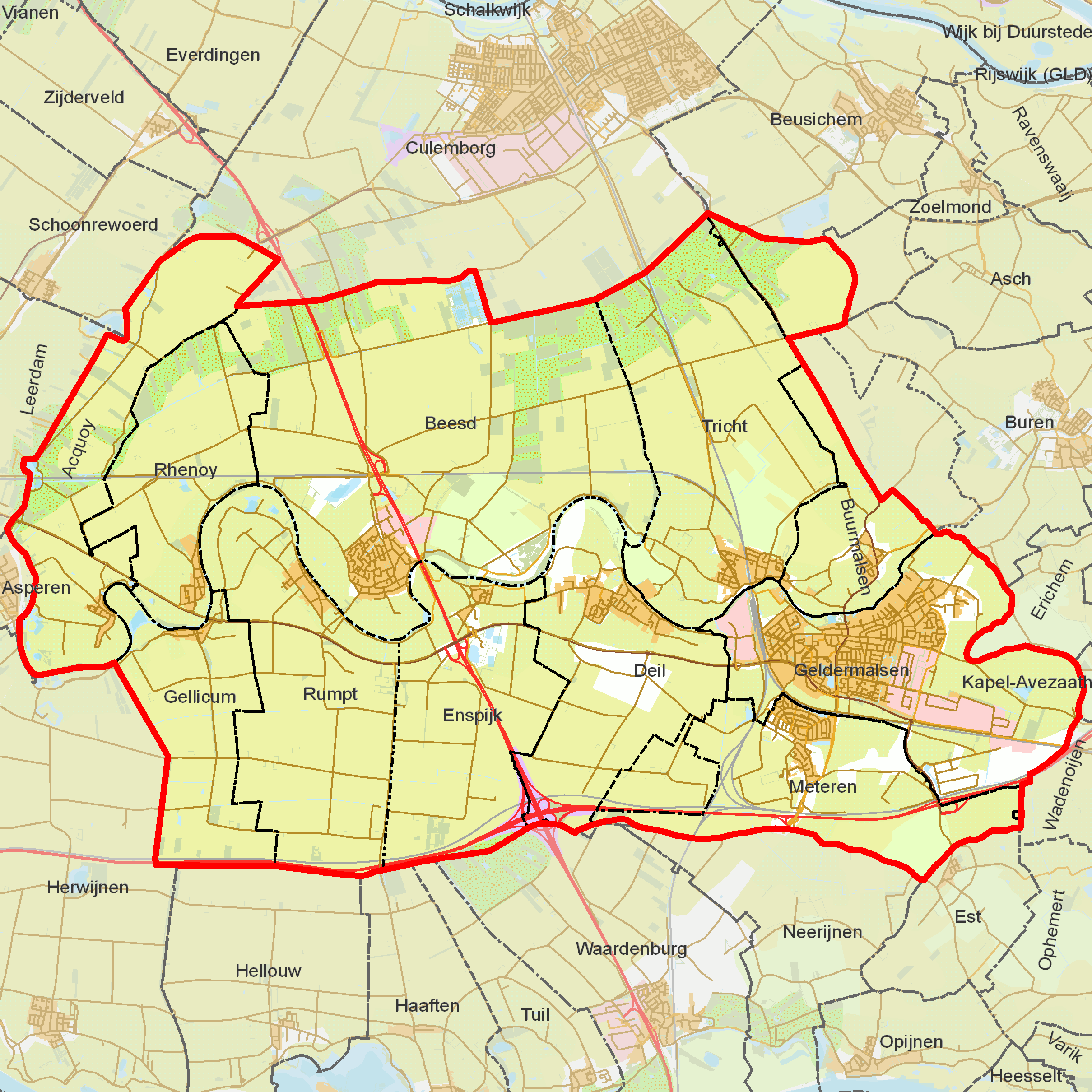
Woonplaatsen in de gemeente Geldermalsen

- Acquoy (3527)
- Beesd (3213)
- Buurmalsen (3532)
- Deil (3217)
- Enspijk (3216)
- Geldermalsen (3529)
- Gellicum (3214)
- Meteren (3530)
- Rhenoy (3528)
- Rumpt (3215)
- Tricht (3531)

## Harderwijk

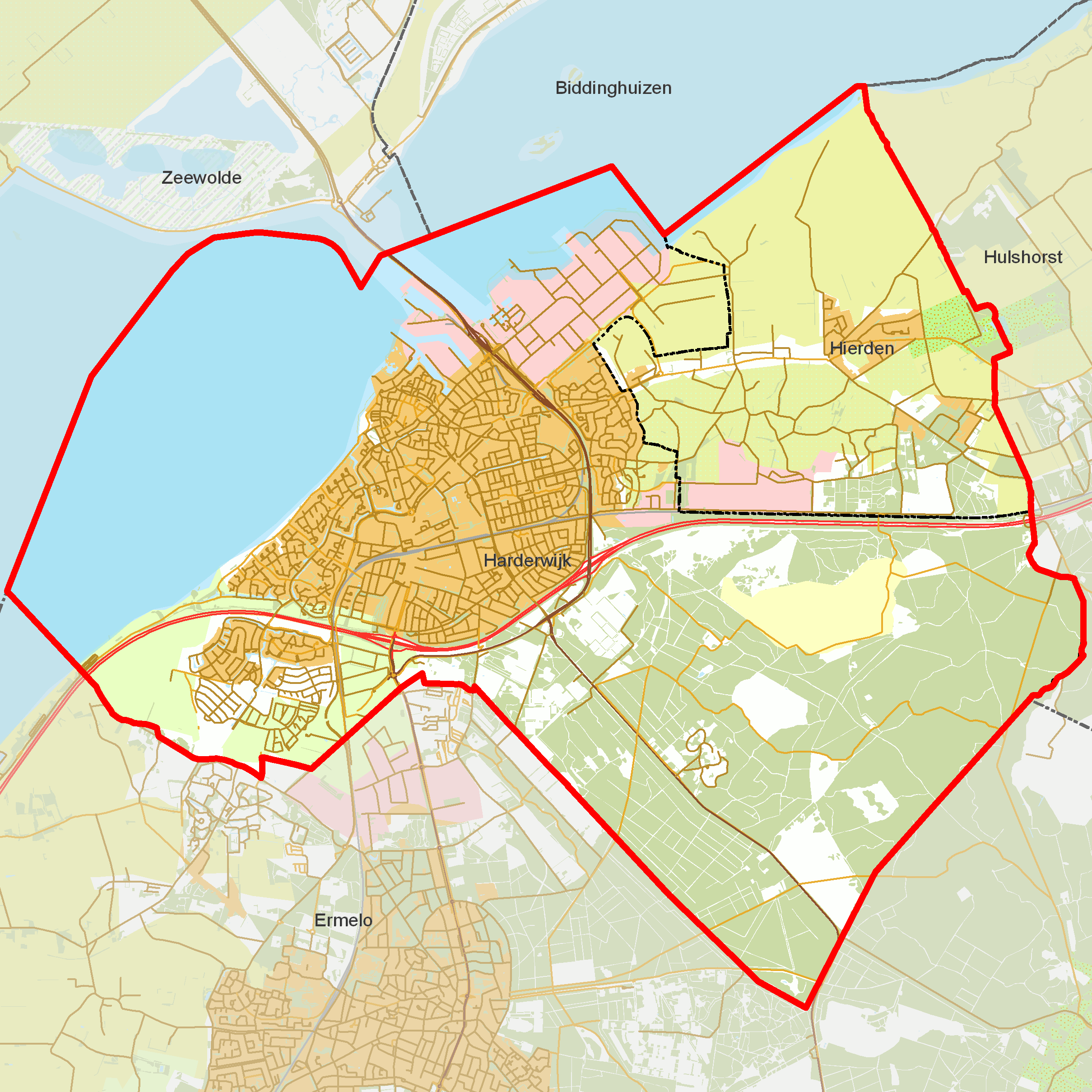
Woonplaatsen in de gemeente Harderwijk

- Harderwijk (3222)
- Hierden (3223)

## Hattem

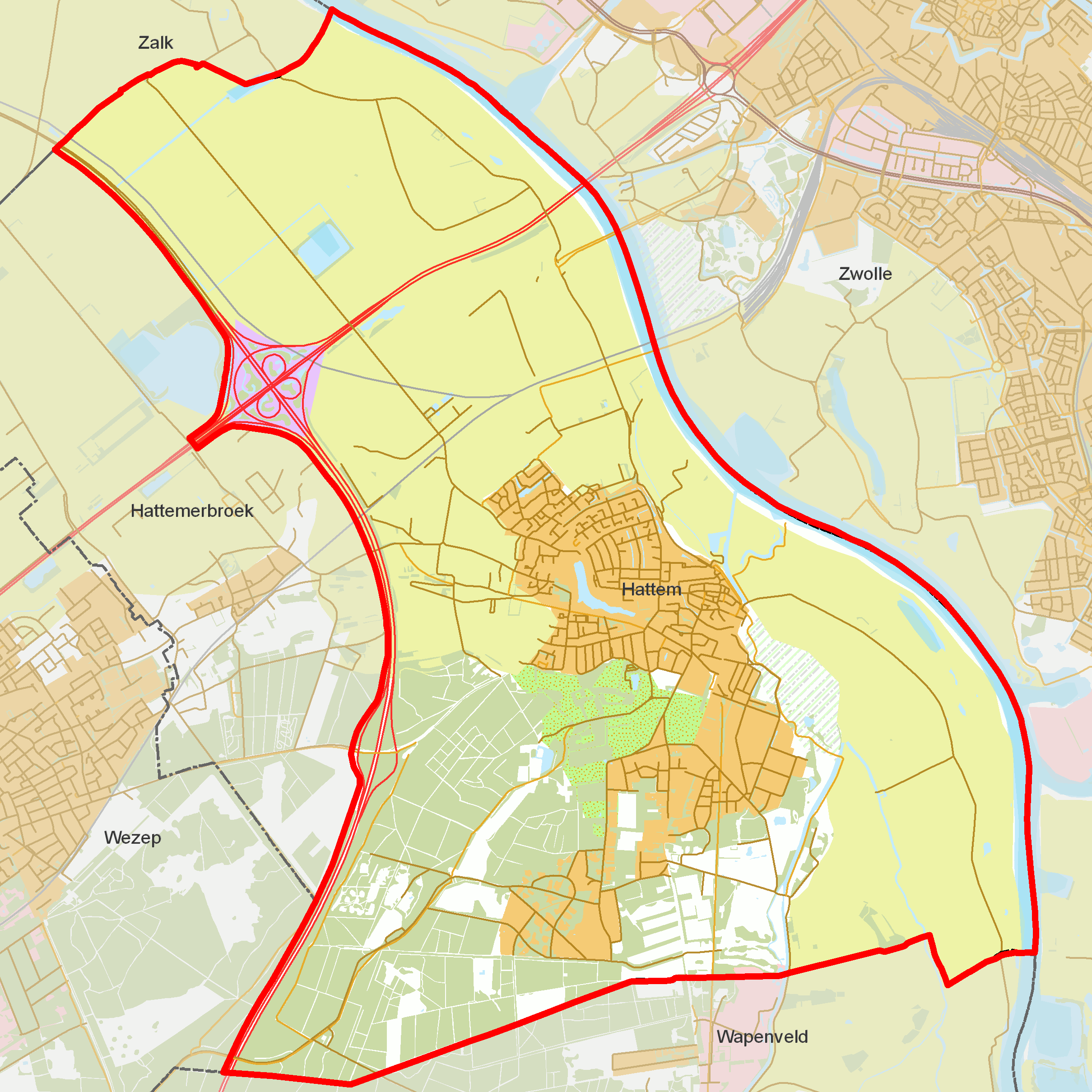
Woonplaatsen in de gemeente Hattem

- Hattem (2882)

## Heerde

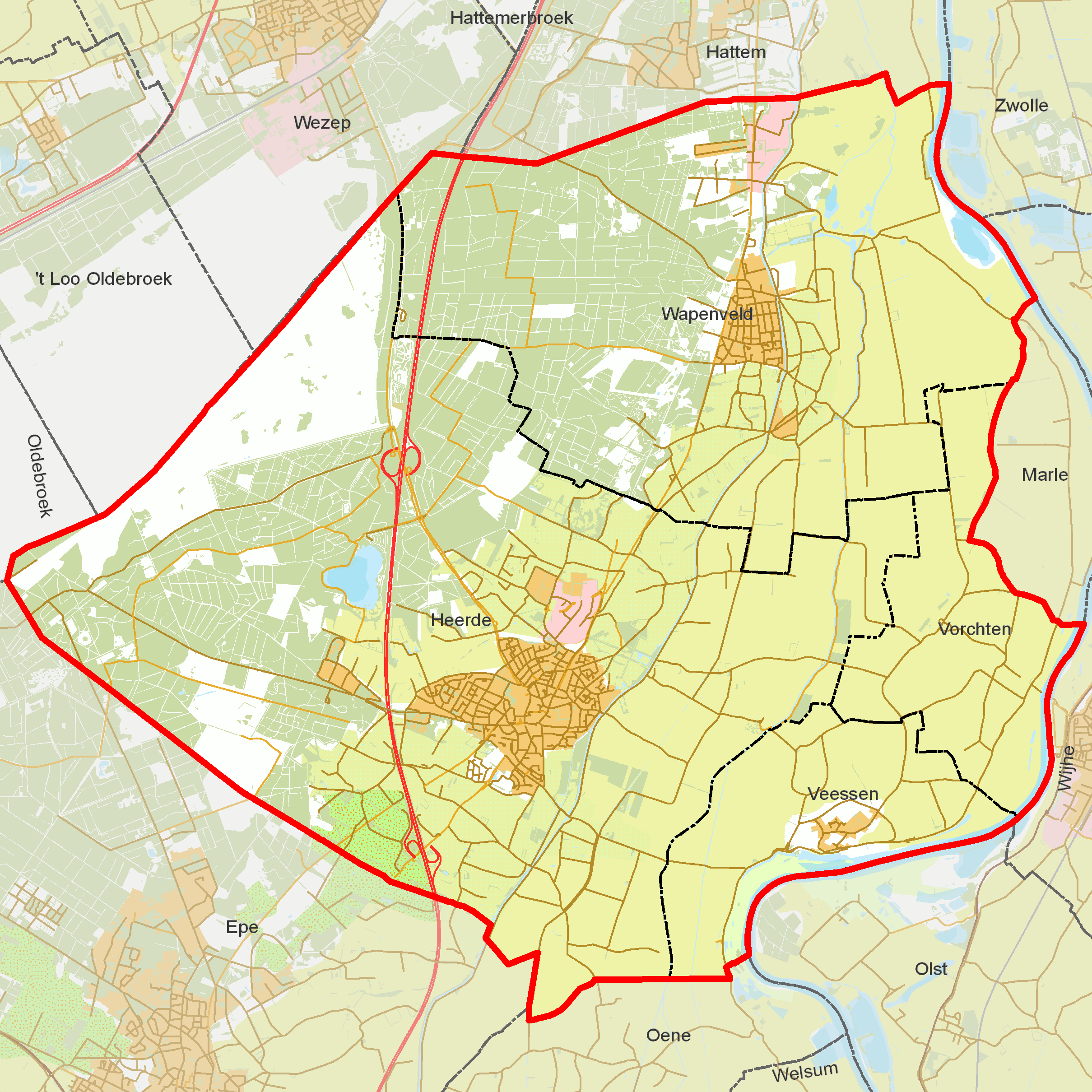
Woonplaatsen in de gemeente Heerde

- Heerde (2865)
- Veessen (2866)
- Vorchten (2867)
- Wapenveld (2868)

## Heumen

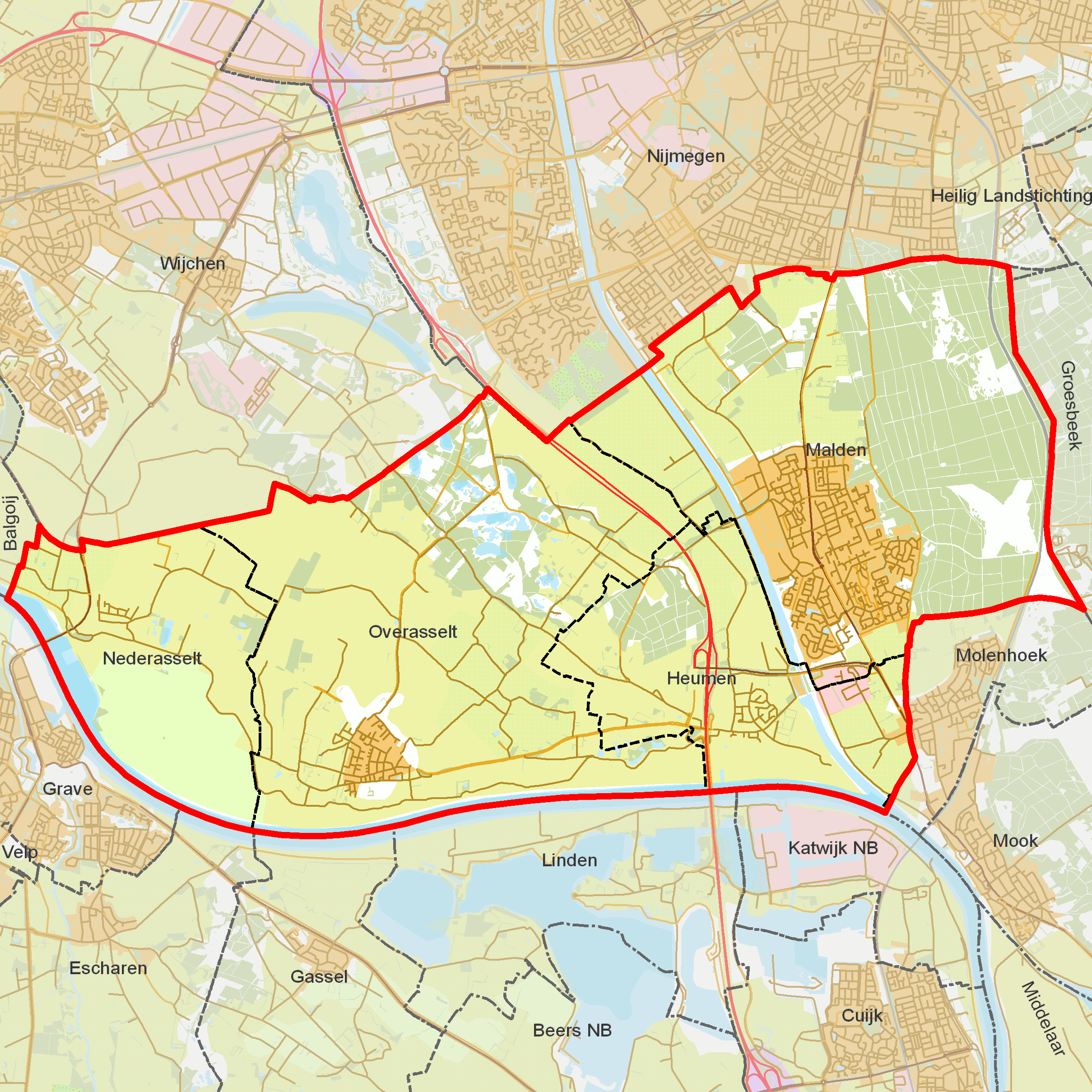
Woonplaatsen in de gemeente Heumen

- Nederasselt (3497)
- Overasselt (3496)
- Heumen (3495)
- Malden (3494)

## Lingewaal

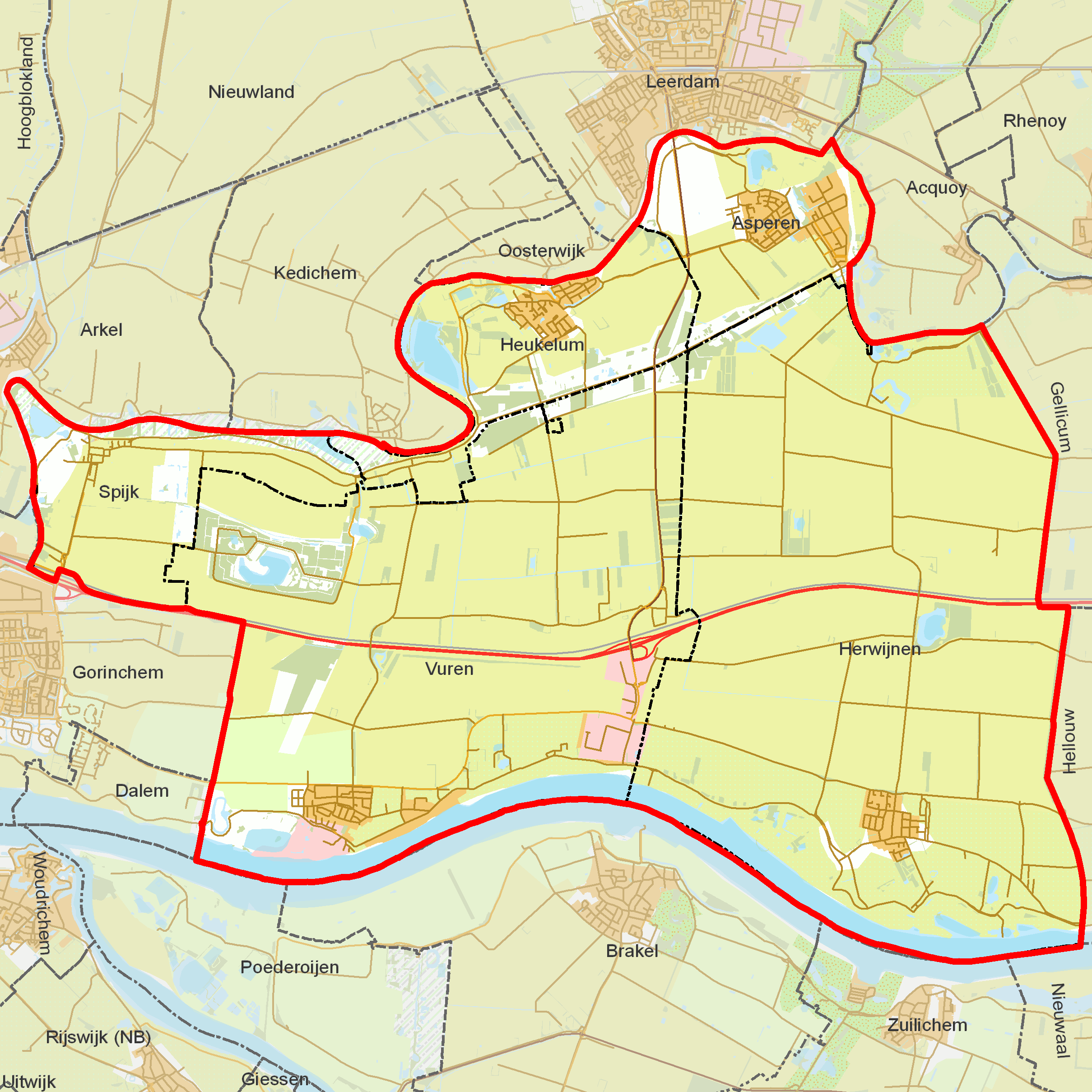
Woonplaatsen in de gemeente Lingewaal

- Asperen (2353)
- Herwijnen (2354)
- Heukelum (2355)
- Spijk (2356)
- Vuren (2357)

## Lingewaard

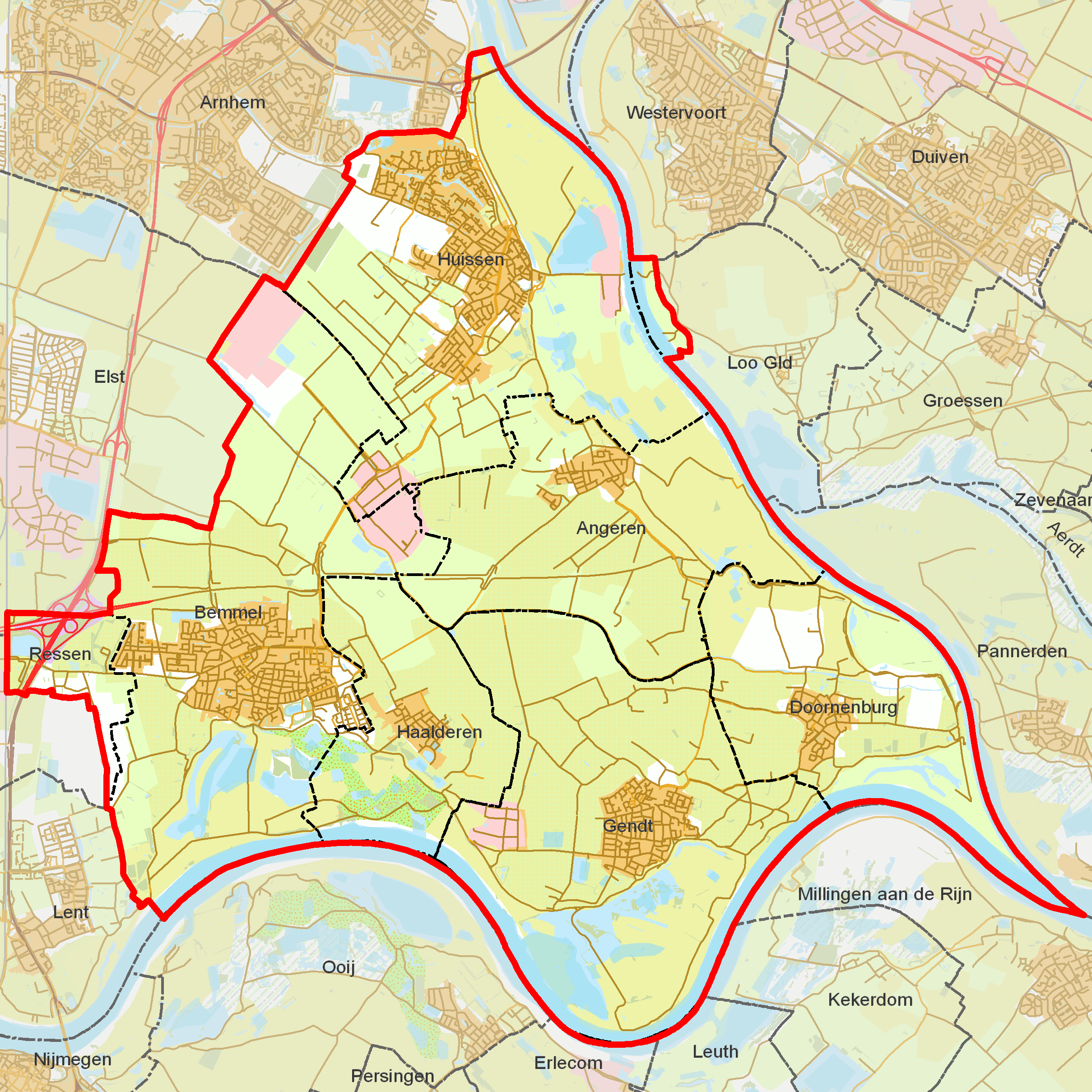
Woonplaatsen in de gemeente Lingewaard

- Angeren (3133)
- Bemmel (3131)
- Doornenburg (3134)
- Gendt (3132)
- Haalderen (3136)
- Huissen (3130)
- Loo (3135)[1][2]
- Ressen (3137)

## Lochem

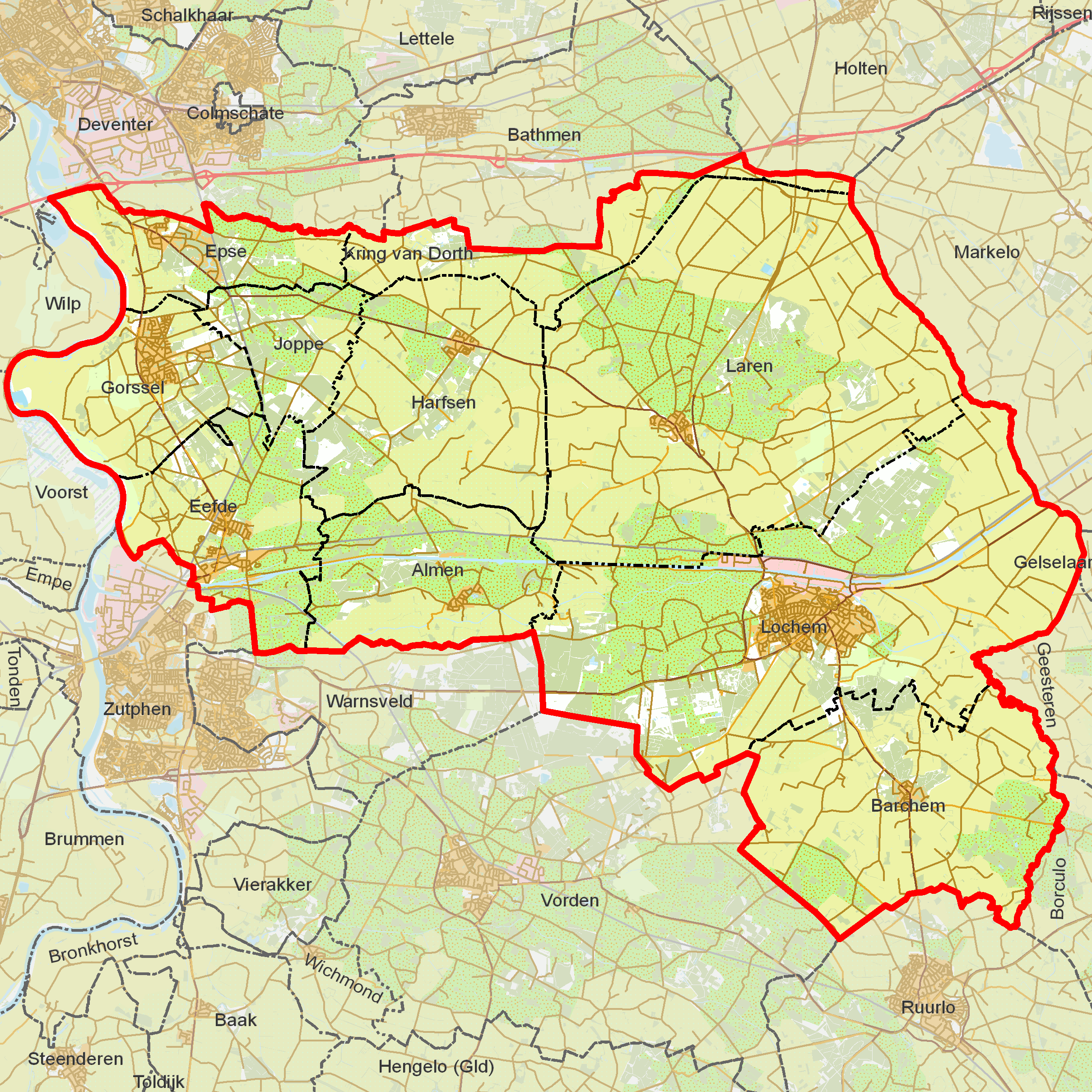
Woonplaatsen in de gemeente Lochem

- Almen (1334)
- Barchem (1335)
- Eefde (1336)
- Epse (1337)
- Gorssel (1338)
- Harfsen (1339)
- Joppe (1340)
- Kring van Dorth (1341)
- Laren (1342)
- Lochem (1343)

## Maasdriel

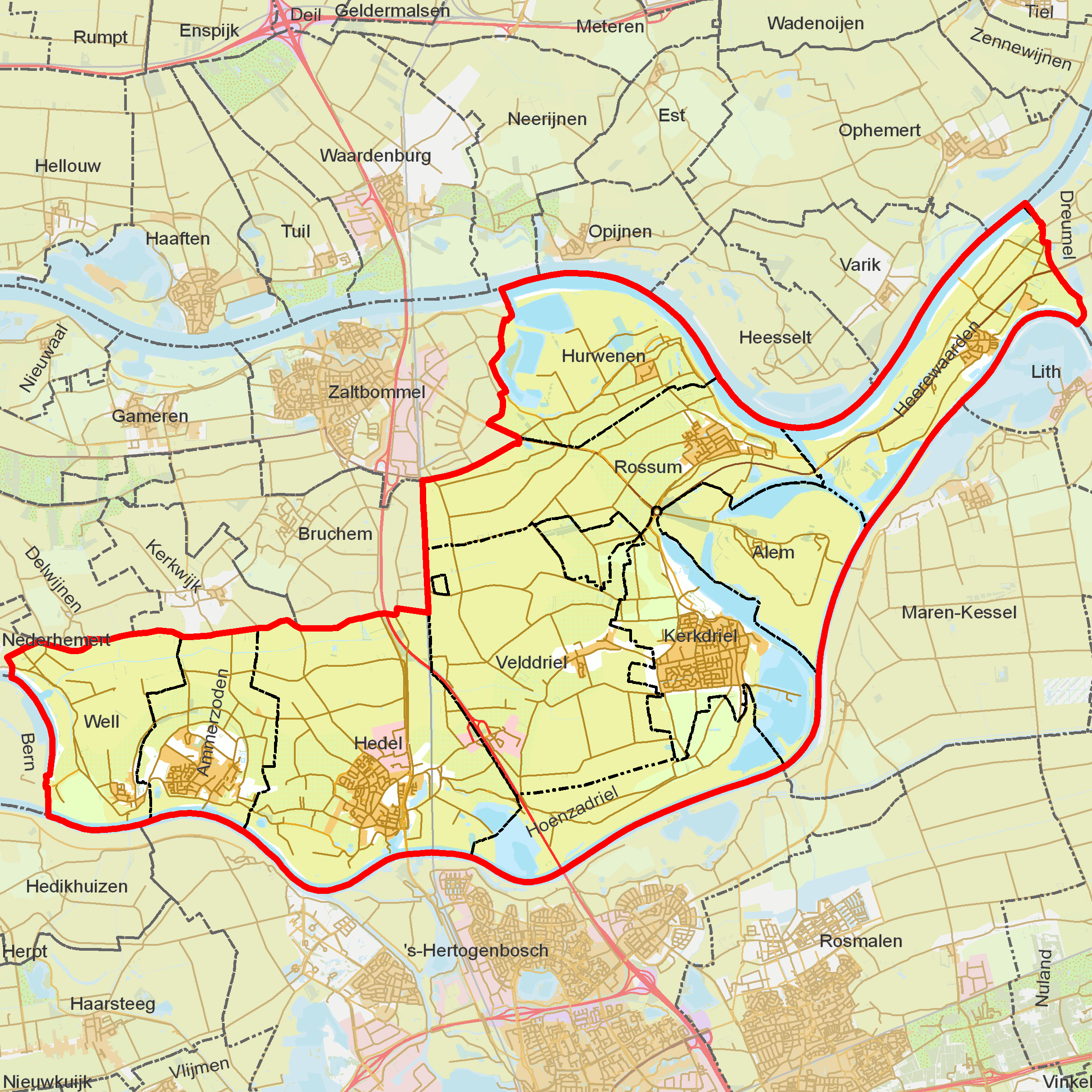
Woonplaatsen in de gemeente Maasdriel

- Alem (1623)
- Ammerzoden (1624)
- Hedel (1625)
- Heerewaarden (1626)
- Hoenzadriel (1627)
- Hurwenen (1628)
- Kerkdriel (1629)
- Rossum (1630)
- Velddriel (1631)
- Well (1632)

## Montferland

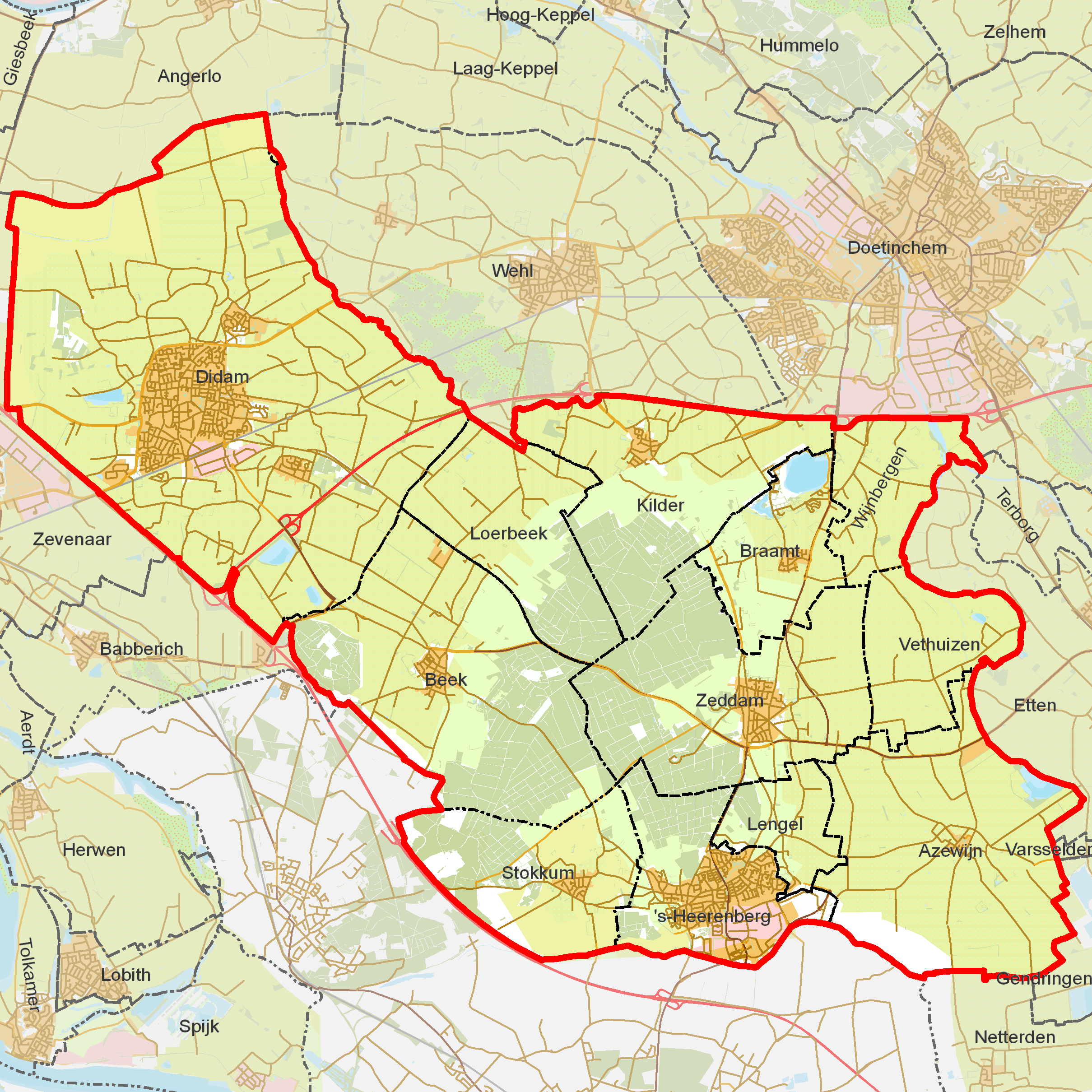
Woonplaatsen in de gemeente Montferland

- Azewijn (2202)
- Beek (2203)
- Braamt (2204)
- Didam (2205)
- 's-Heerenberg (2206)
- Kilder (2207)
- Lengel (2208)
- Loerbeek (2209)
- Stokkum (2210)
- Vethuizen (2211)
- Wijnbergen (2212)
- Zeddam (2213)

## Neder-Betuwe

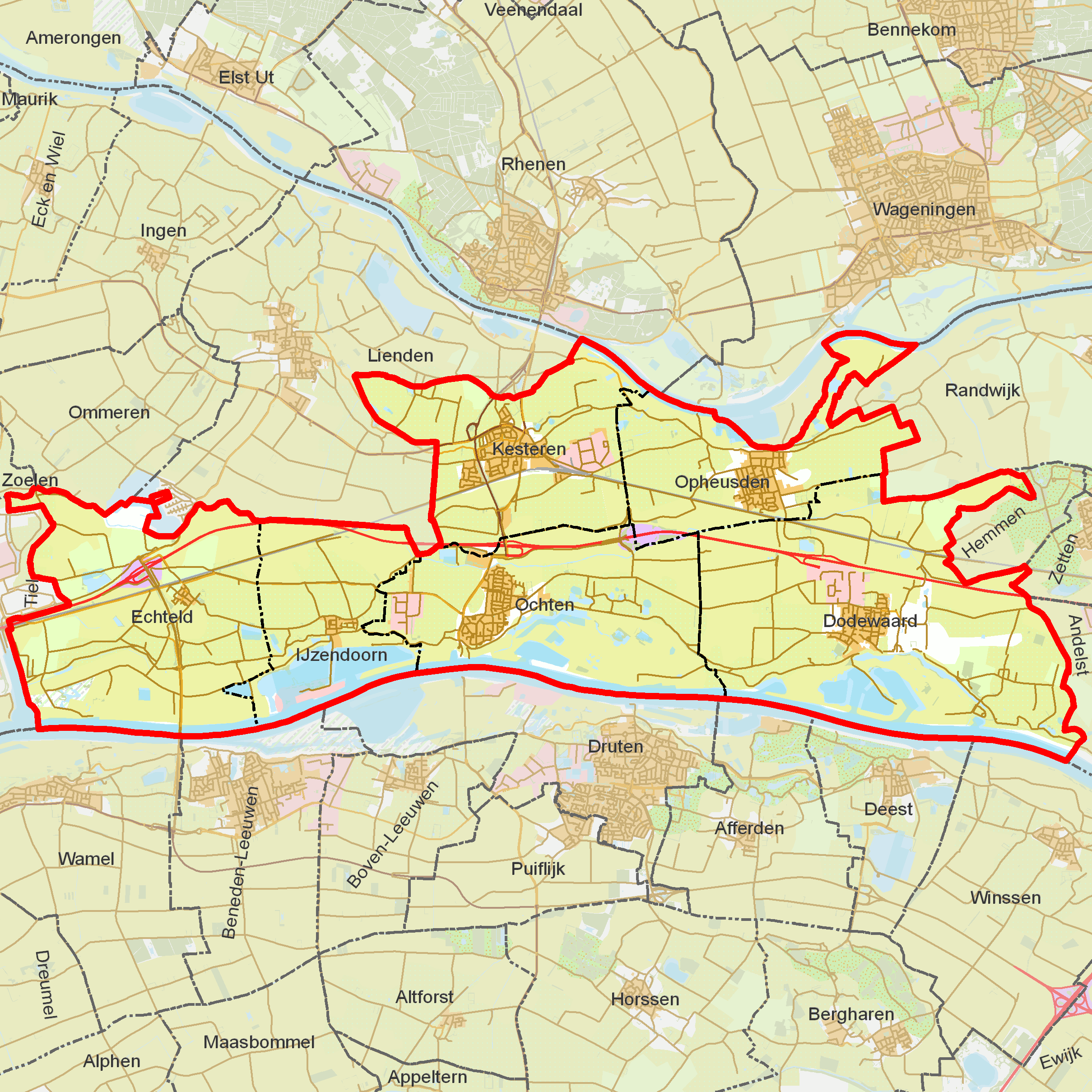
Woonplaatsen in de gemeente Neder-Betuwe

- Dodewaard (1094)
- Echteld (1095)
- IJzendoorn (1099)
- Kesteren (1096)
- Ochten (1097)
- Opheusden (1098)

## Neerijnen

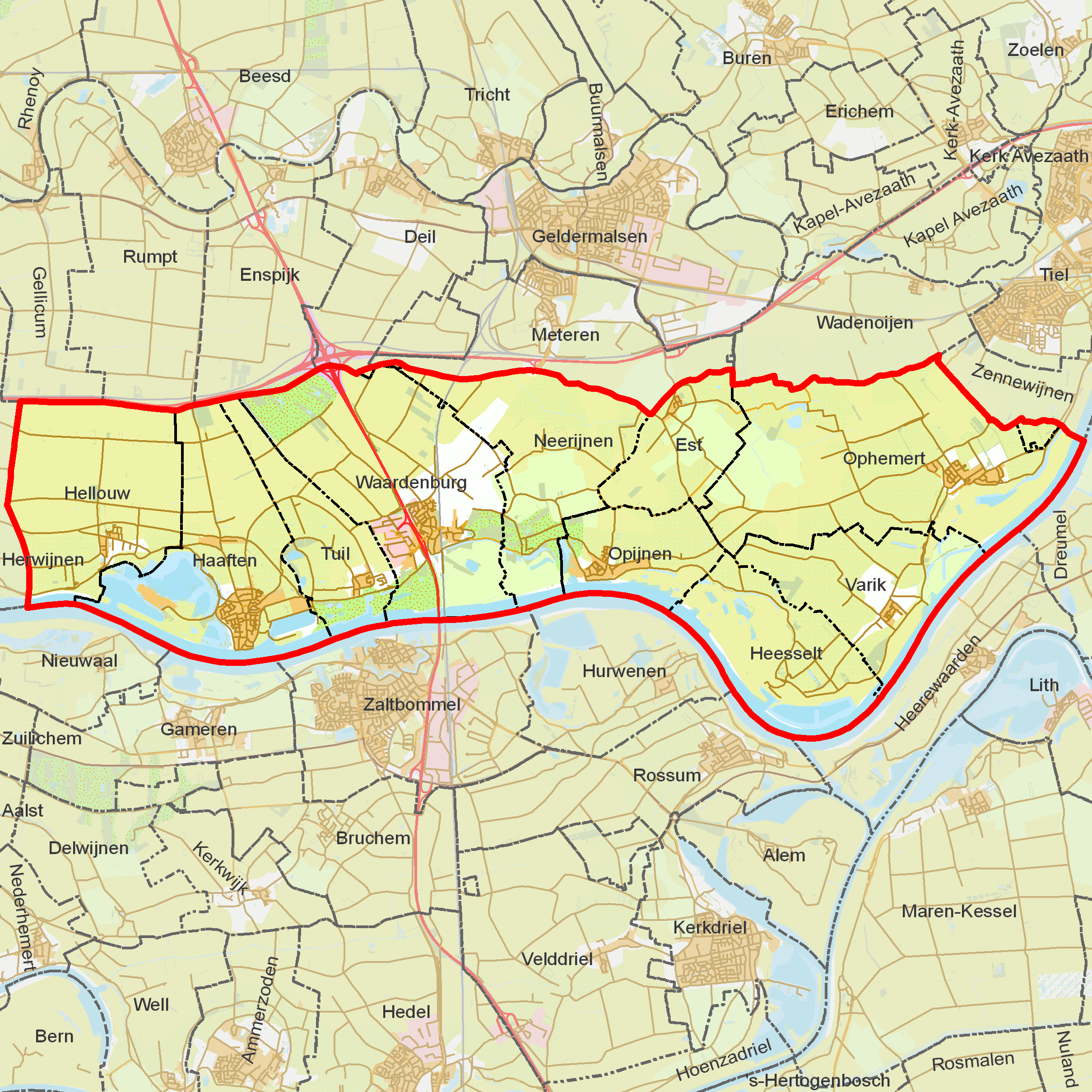
Woonplaatsen in de gemeente Neerijnen

- Est (3359)
- Haaften (3360)
- Heesselt (3361)
- Hellouw (3662)
- Neerijnen (3363)
- Ophemert (3364)
- Opijnen (3365)
- Tuil (3366)
- Varik (3367)
- Waardenburg (3368)
- Zennewijnen (3369)

## Nijkerk

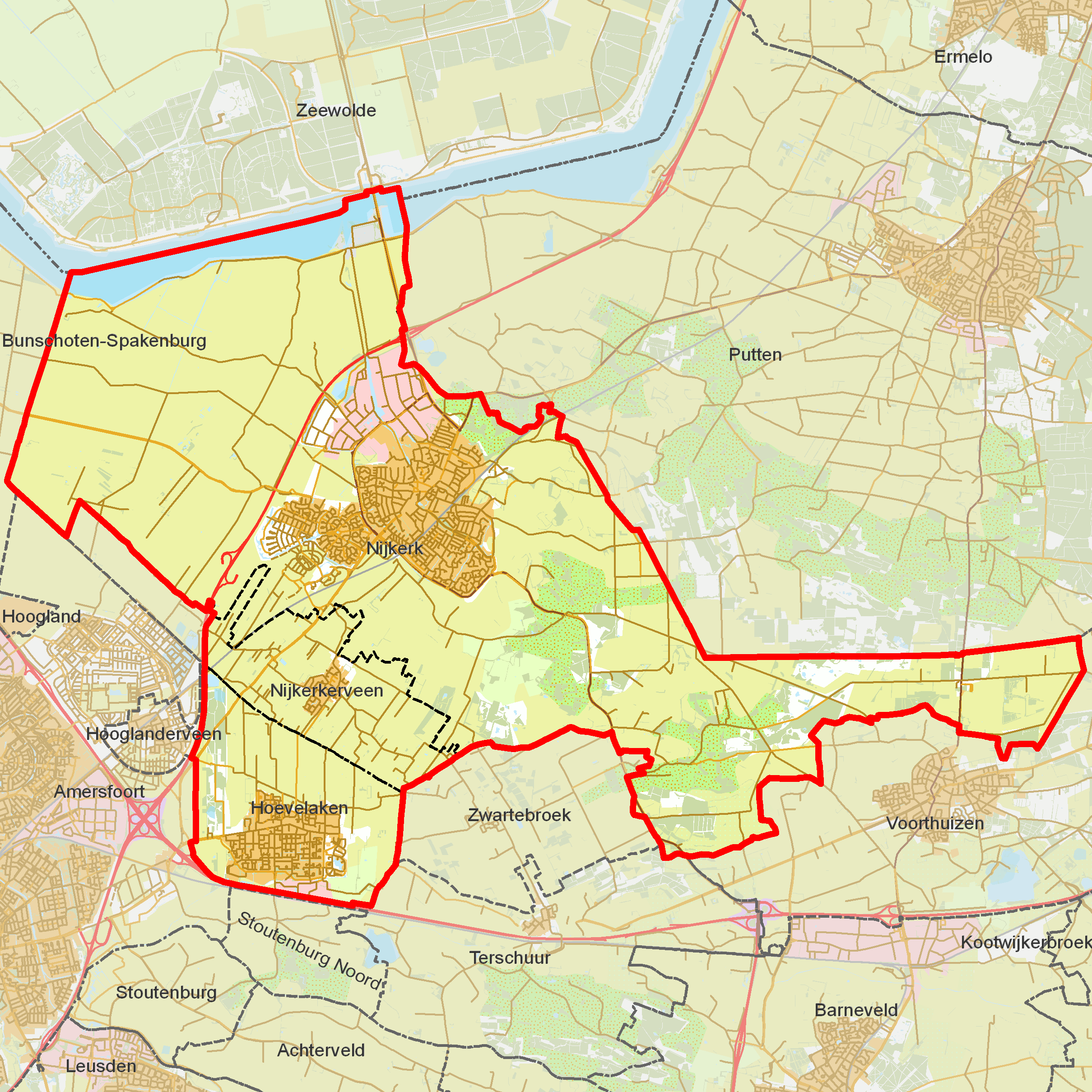
Woonplaatsen in de gemeente Nijkerk

- Hoevelaken (2871)
- Nijkerk (2869)
- Nijkerkerveen (2870)

## Nijmegen

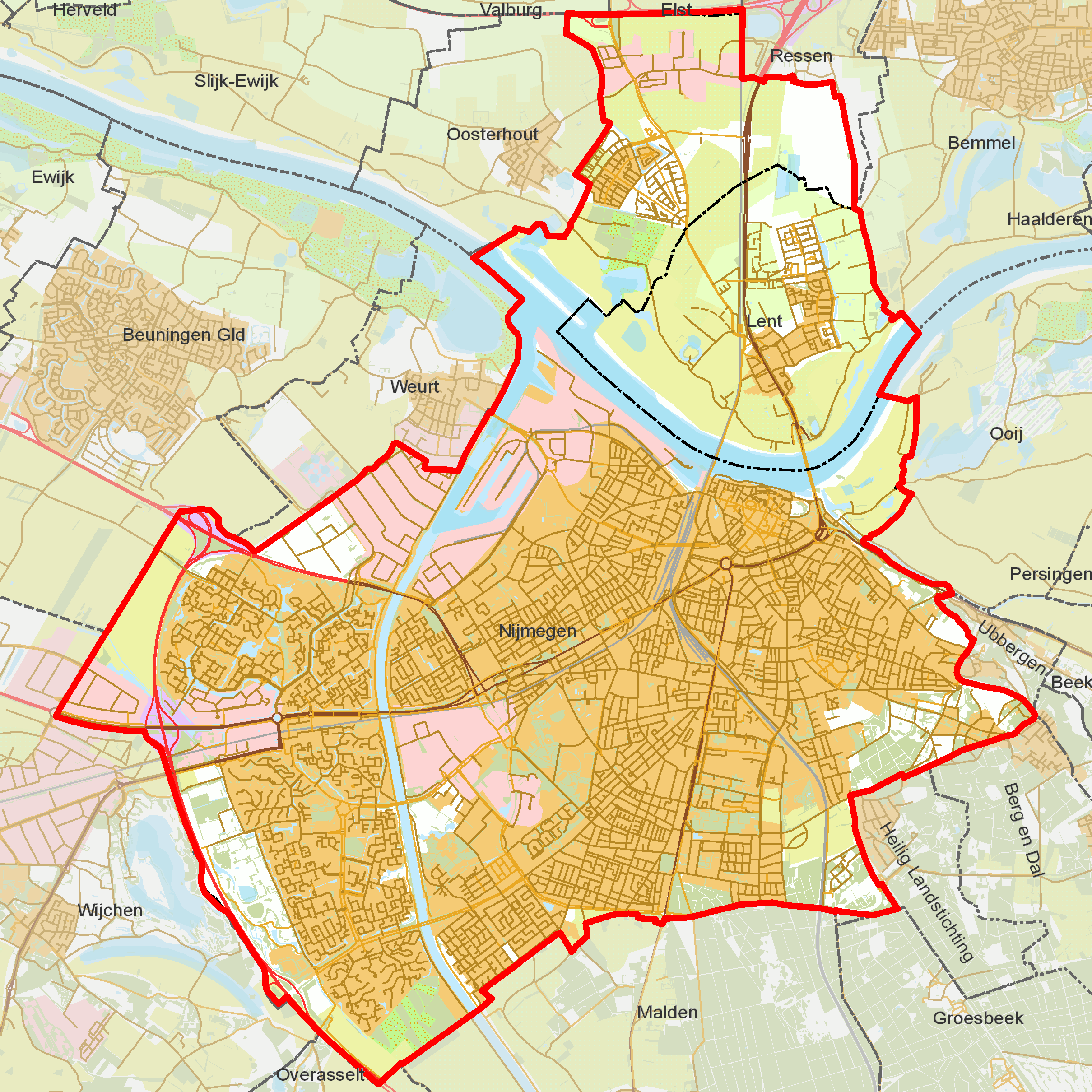
Woonplaatsen in de gemeente Nijmegen

- Lent (2545)
- Nijmegen (3030)

## Nunspeet

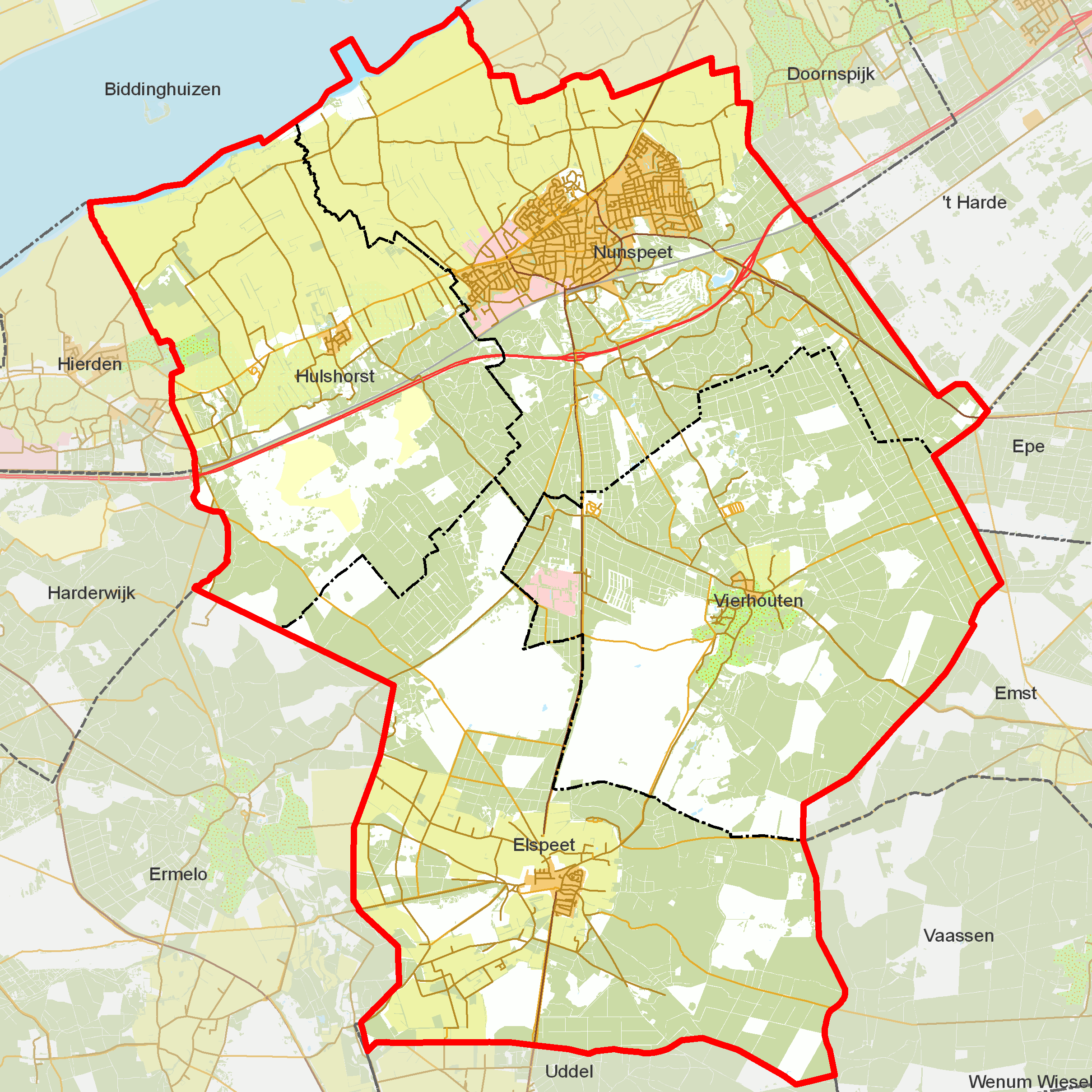
Woonplaatsen in de gemeente Nunspeet

- Elspeet (2983)
- Hulshorst (2984)
- Nunspeet (2982)
- Vierhouten (2985)

## Oldebroek

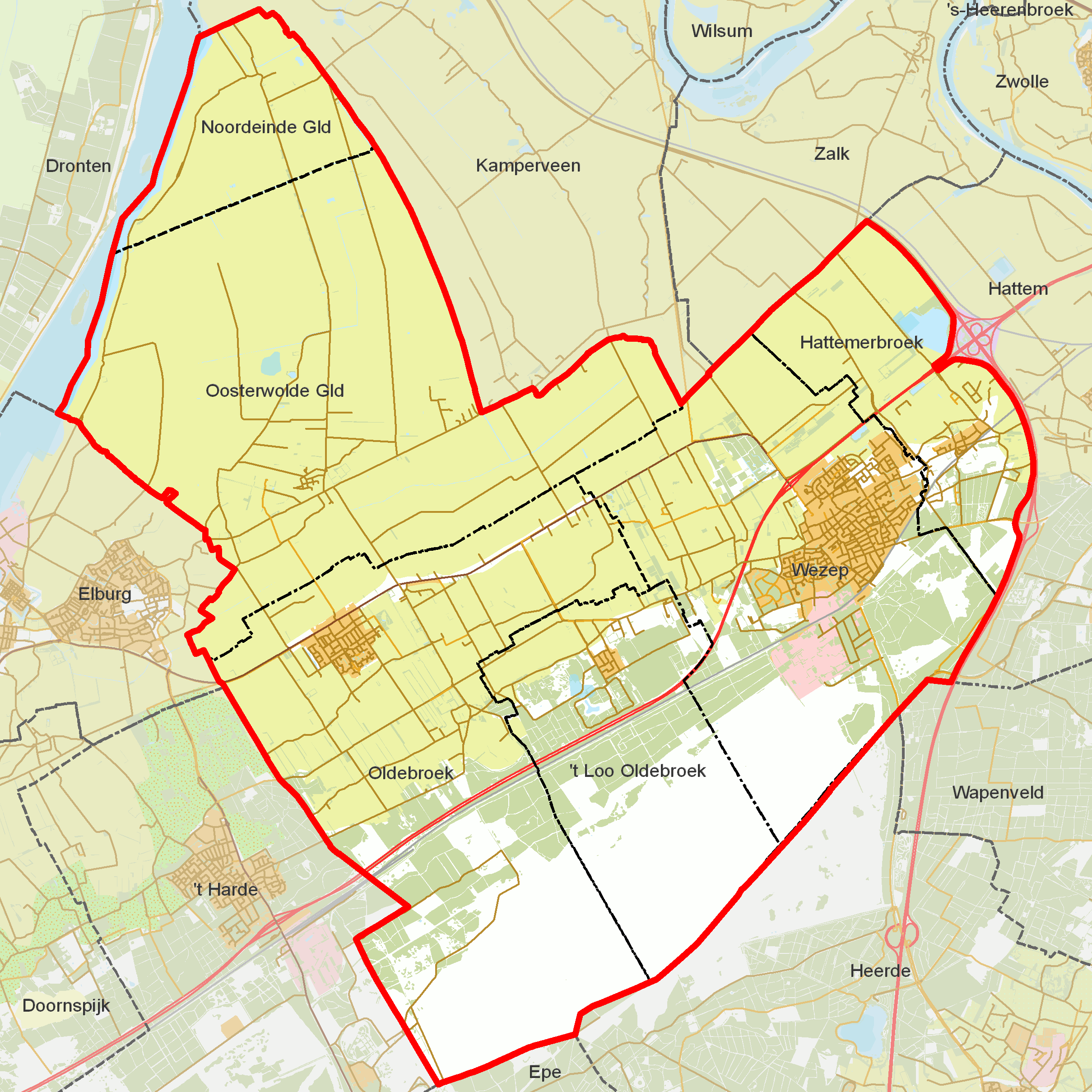
Woonplaatsen in de gemeente Oldebroek

- Hattemerbroek (3069)
- 't Loo (3068)
- Noordeinde (3070)
- Oldebroek (3071)
- Oosterwolde (3072)
- Wezep (3073)

## Oost Gelre

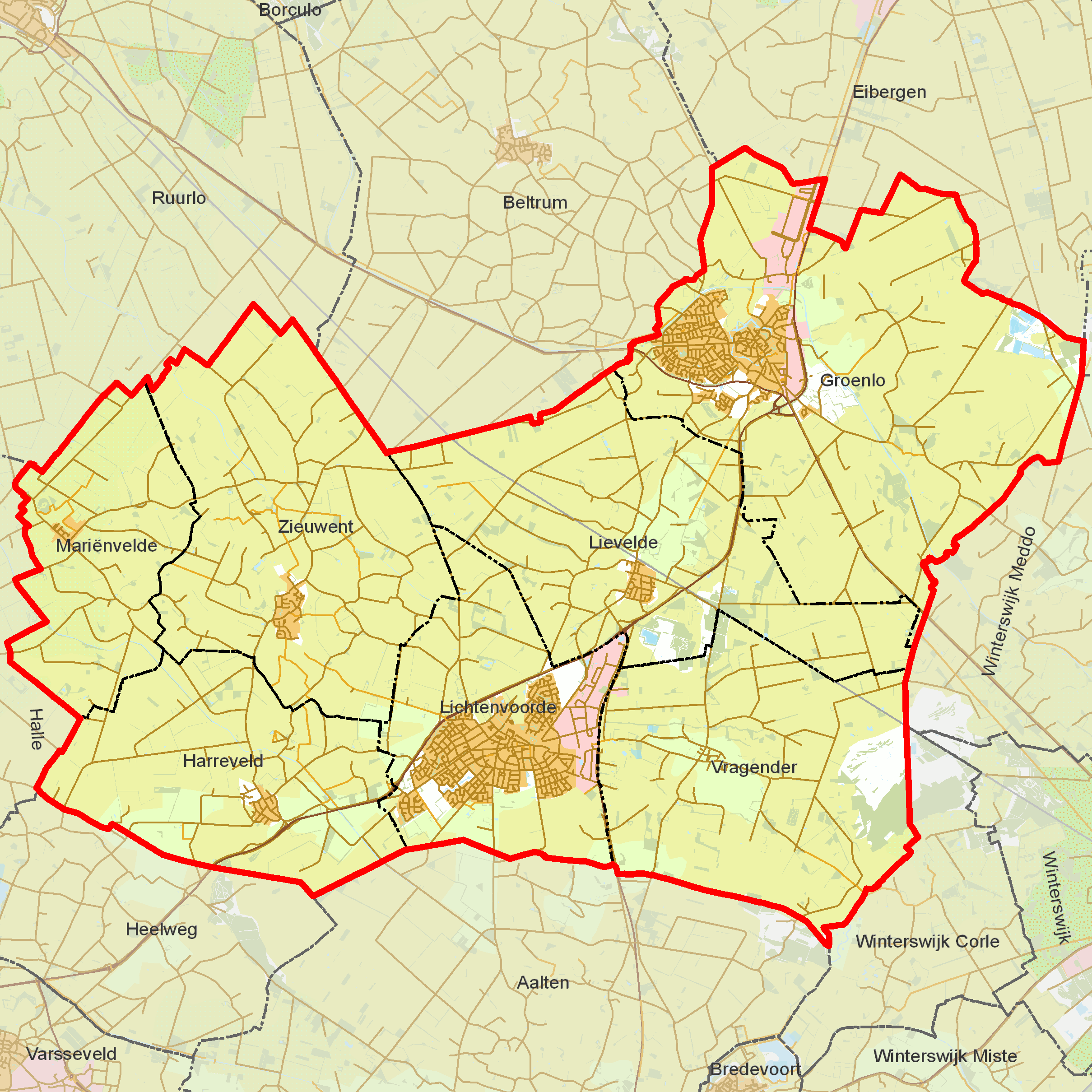
Woonplaatsen in de gemeente Oost Gelre

- Groenlo (2224)
- Harreveld (2228)
- Lichtenvoorde (2227)
- Lievelde (2225)
- Mariënvelde (2230)
- Vragender (2226)
- Zieuwent (2229)

## Oude IJsselstreek

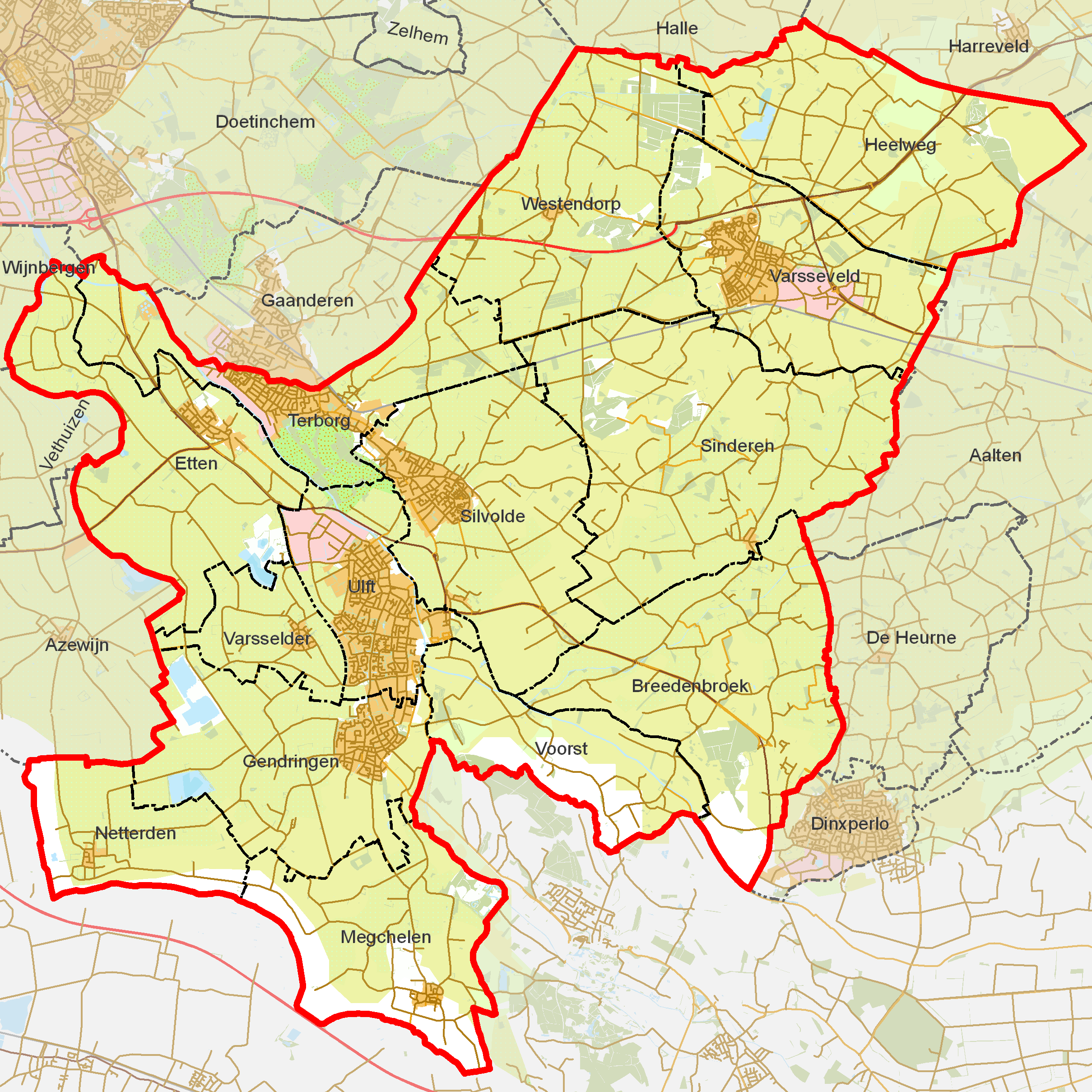
Woonplaatsen in de gemeente Oude IJsselstreek

- Breedenbroek (1587)
- Etten (1581)
- Gendringen (1585)
- Heelweg (1576)
- Megchelen (1584)
- Netterden (1583)
- Silvolde (1578)
- Sinderen (1579)
- Terborg (1577)
- Ulft (1580)
- Varsselder (1582)
- Varsseveld (1574)
- Voorst (1586)
- Westendorp (1575)

## Overbetuwe

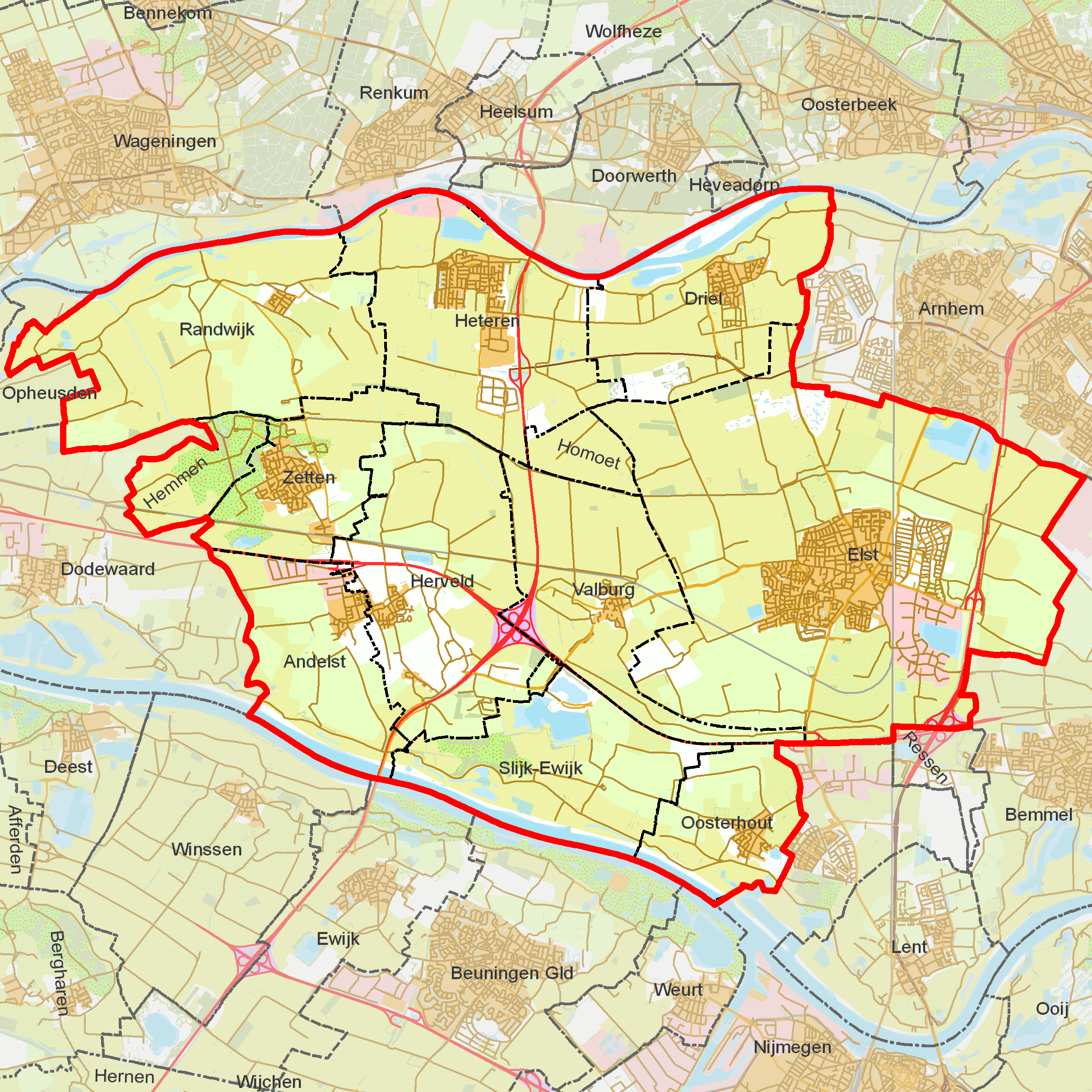
Woonplaatsen in de gemeente Overbetuwe

- Andelst (1862)
- Driel (1863)
- Elst (1864)
- Hemmen (1865)
- Herveld (1866)
- Heteren (1867)
- Homoet (1868)
- Oosterhout (1869)
- Randwijk (1870)
- Slijk-Ewijk (1871)
- Valburg (1872)
- Zetten (1873)

## Putten

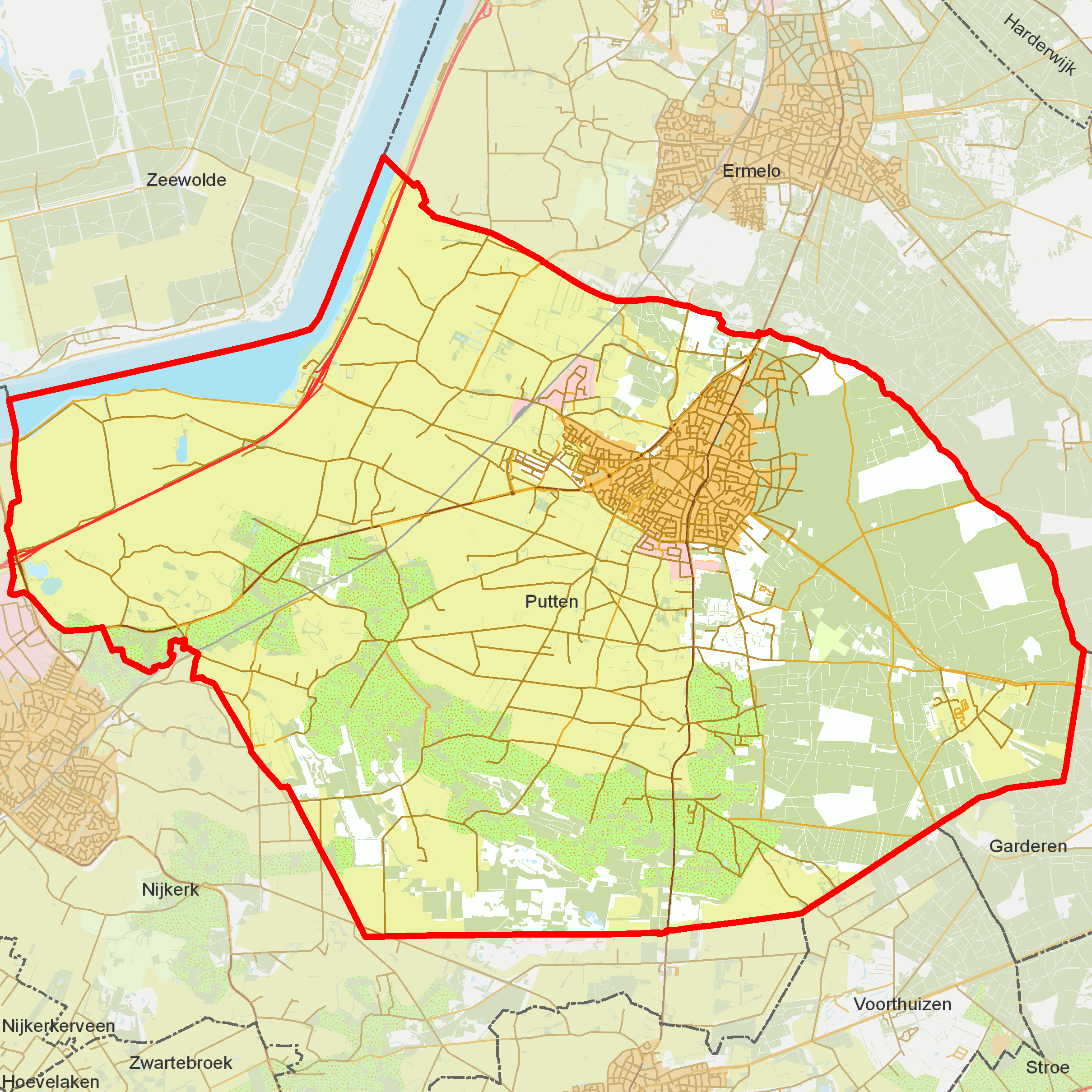
Woonplaatsen in de gemeente Putten

- Putten (2007)

## Renkum

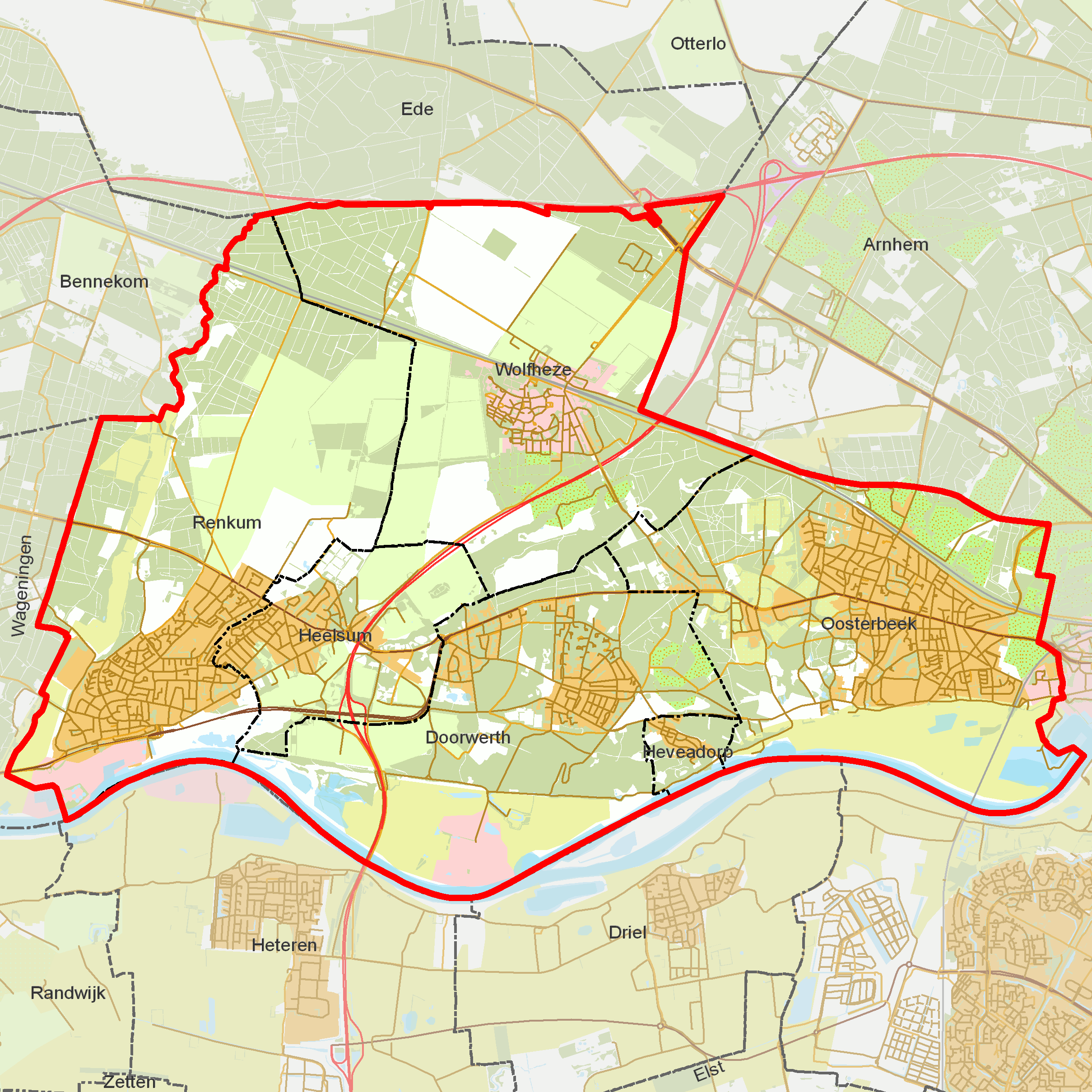
Woonplaatsen in de gemeente Renkum

- Doorwerth (2986)
- Heelsum (2987)
- Heveadorp (2988)
- Oosterbeek (2990)
- Renkum (2991)
- Wolfheze (2989)

## Rheden

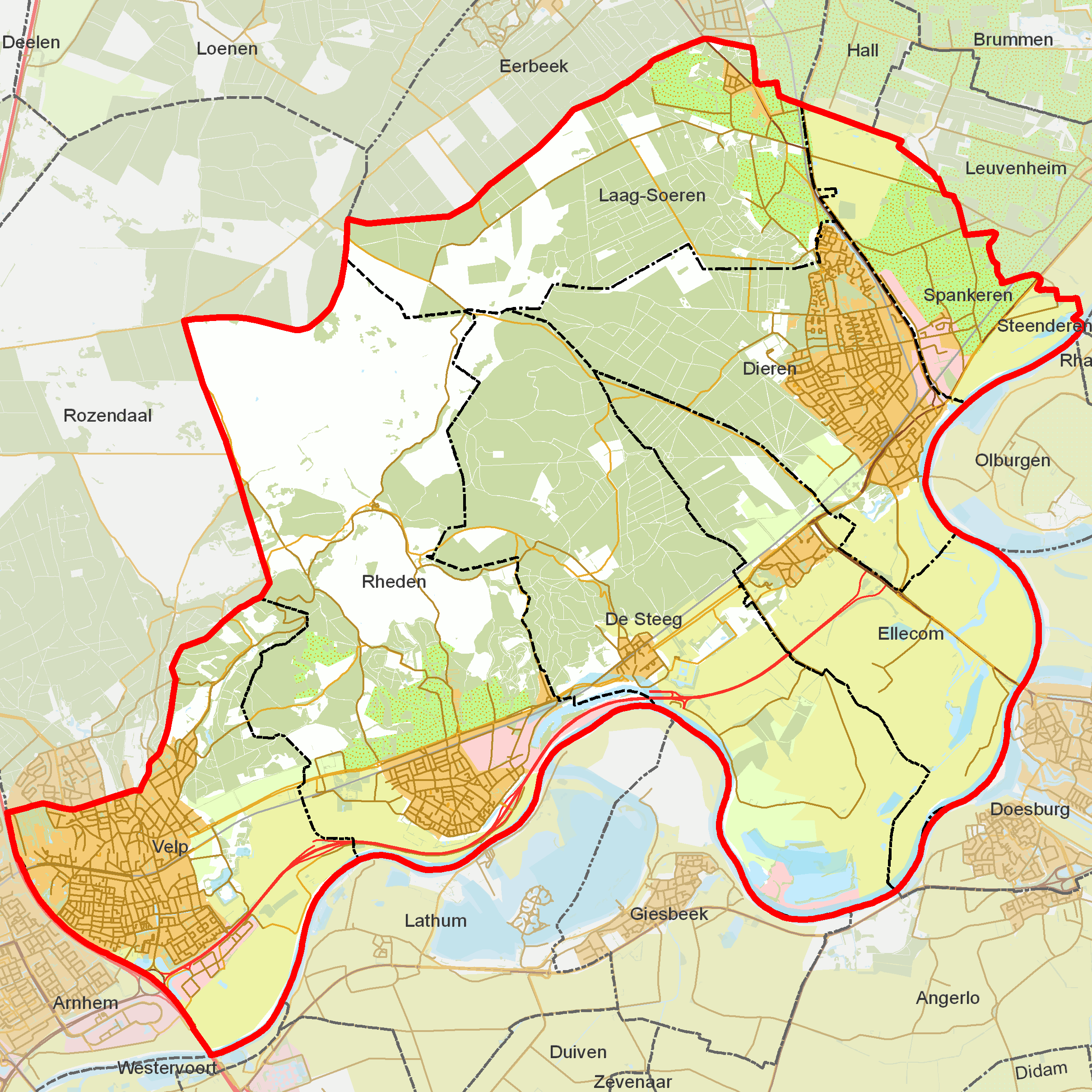
Woonplaatsen in de gemeente Rheden

- De Steeg (1502)
- Dieren (1504)
- Ellecom (1503)
- Laag-Soeren (1506)
- Rheden (1501)
- Spankeren (1505)
- Velp (1500)

## Rozendaal

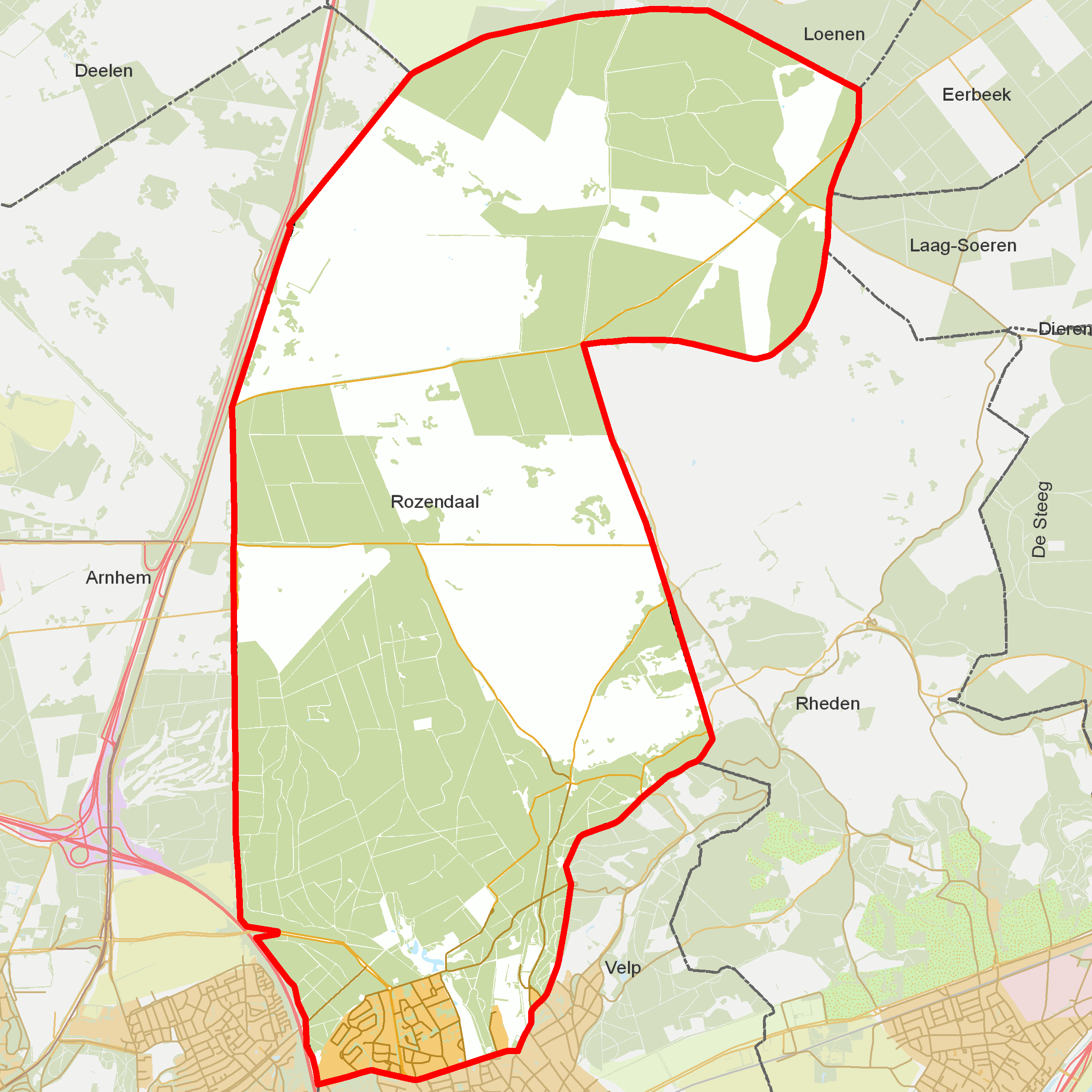
Woonplaatsen in de gemeente Rozendaal

- Rozendaal (2927)

## Scherpenzeel

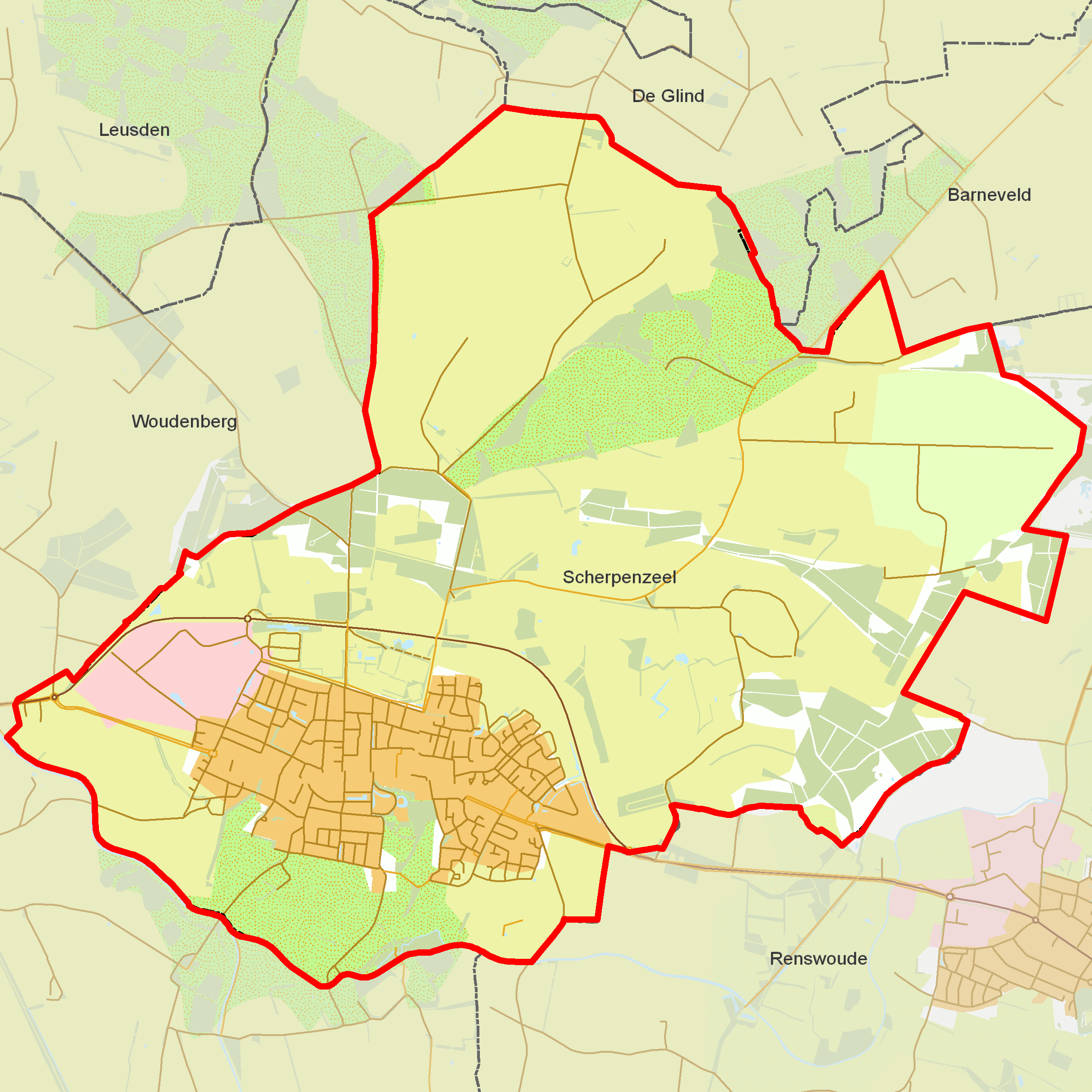
Woonplaatsen in de gemeente Scherpenzeel

- Scherpenzeel (2135)

## Tiel

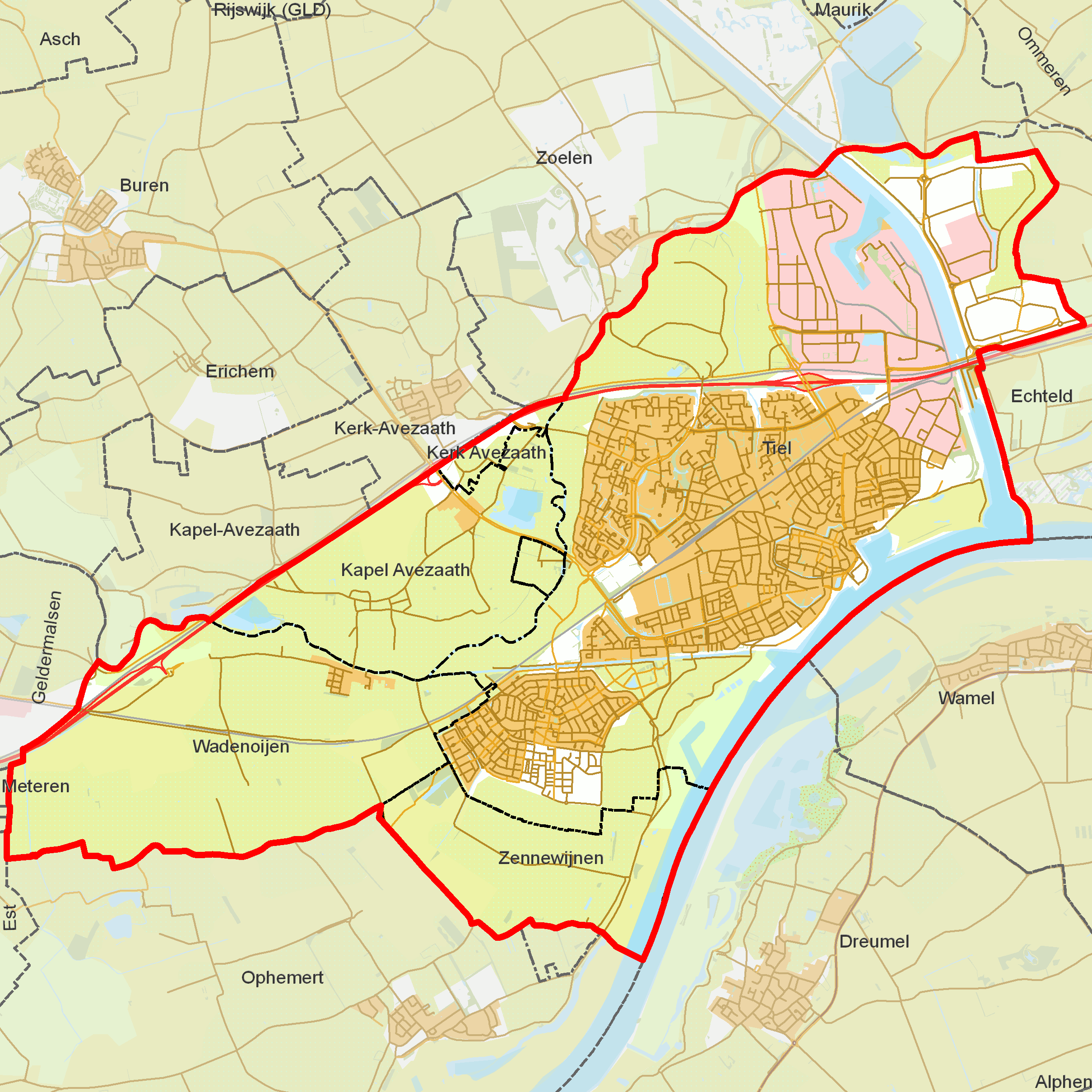
Woonplaatsen in de gemeente Tiel

- Kapel-Avezaath (2560)
- Kerk-Avezaath (2561)
- Tiel (2557)
- Wadenoijen (2559)
- Zennewijnen (2558)

## Voorst

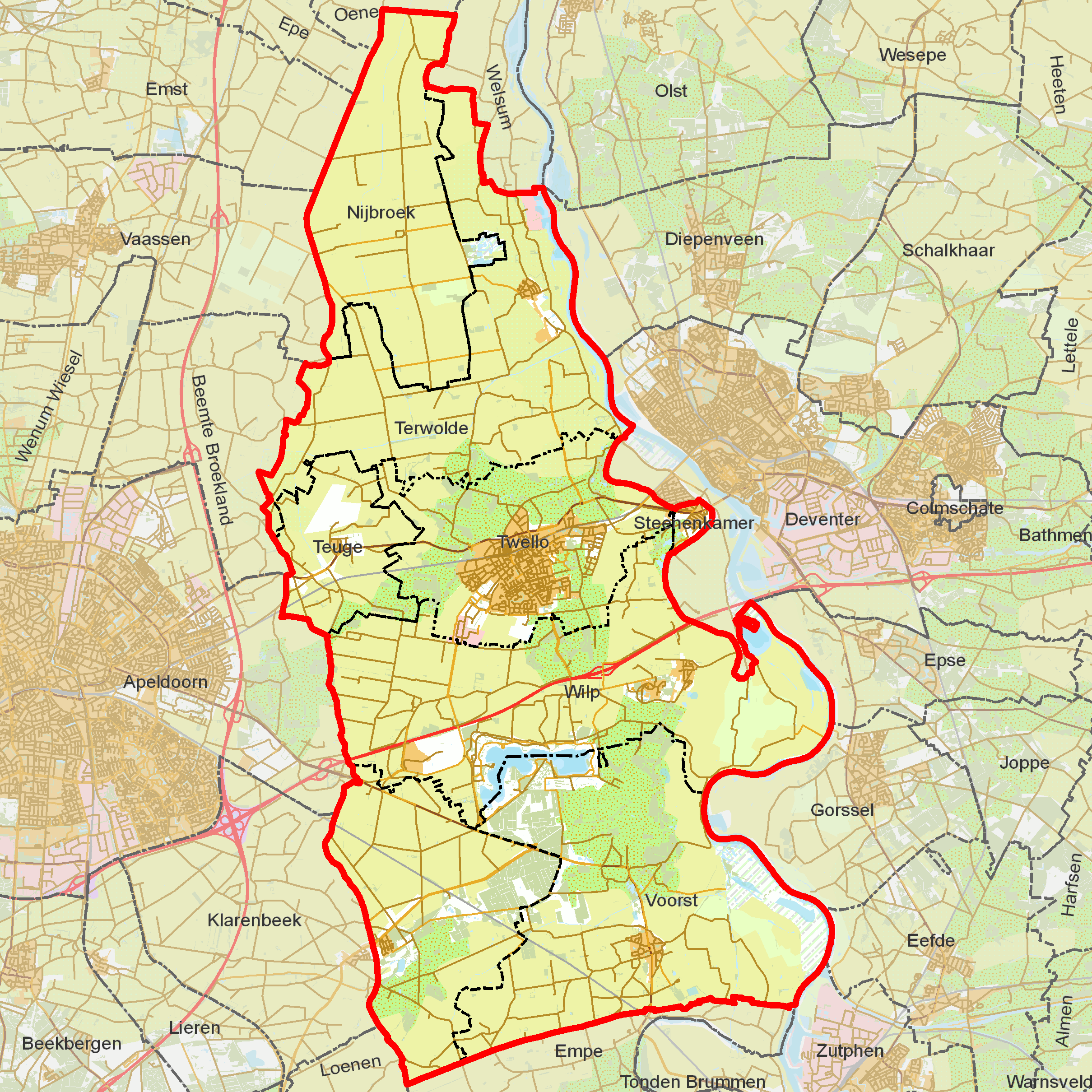
Woonplaatsen in de gemeente Voorst

- Klarenbeek (2606)
- Nijbroek (2607)
- Steenenkamer (2608)
- Terwolde (2609)
- Teuge (2610)
- Twello (2611)
- Voorst (2612)
- Wilp (2613)

## Wageningen

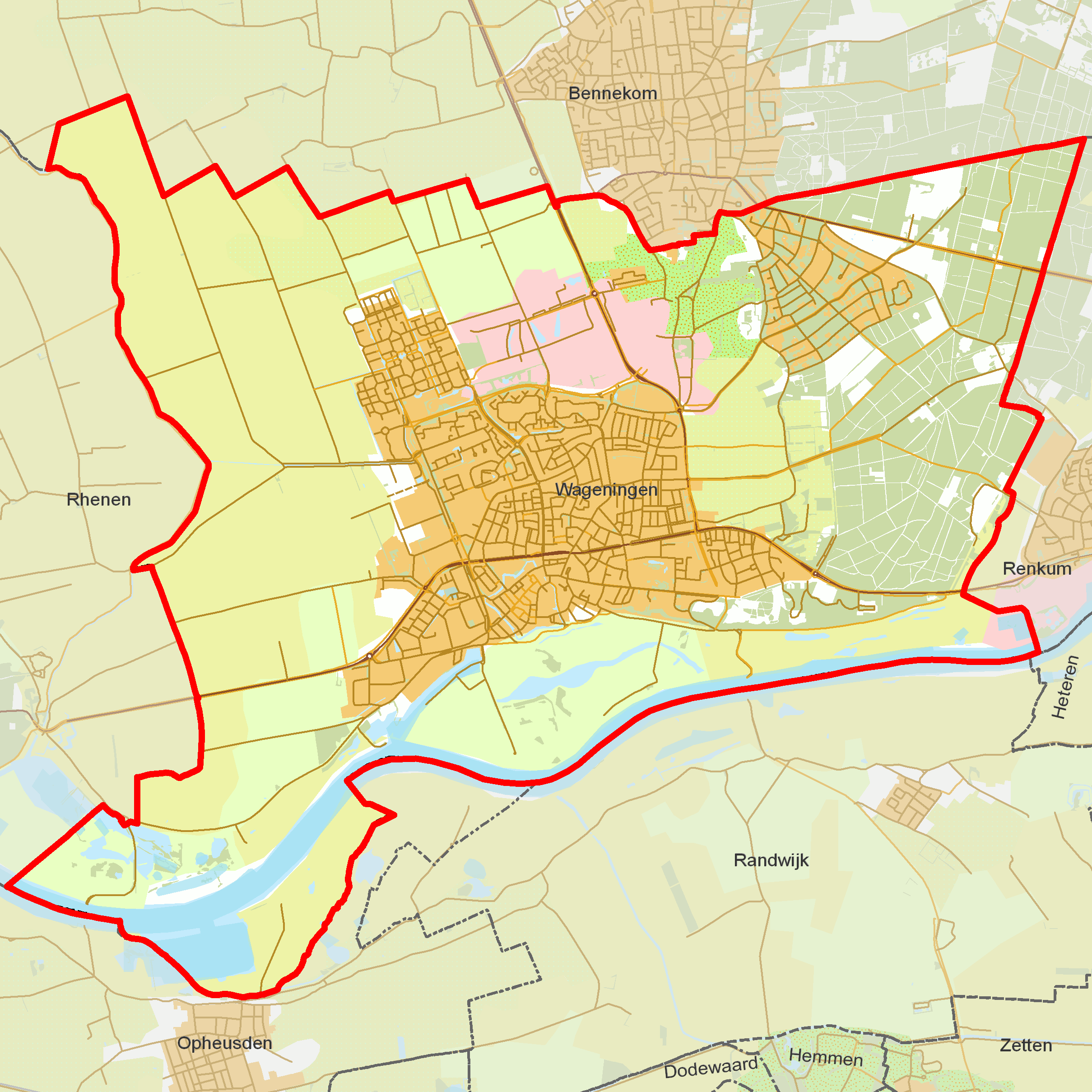
Woonplaatsen in de gemeente Wageningen

- Wageningen (2006)

## West Maas en Waal

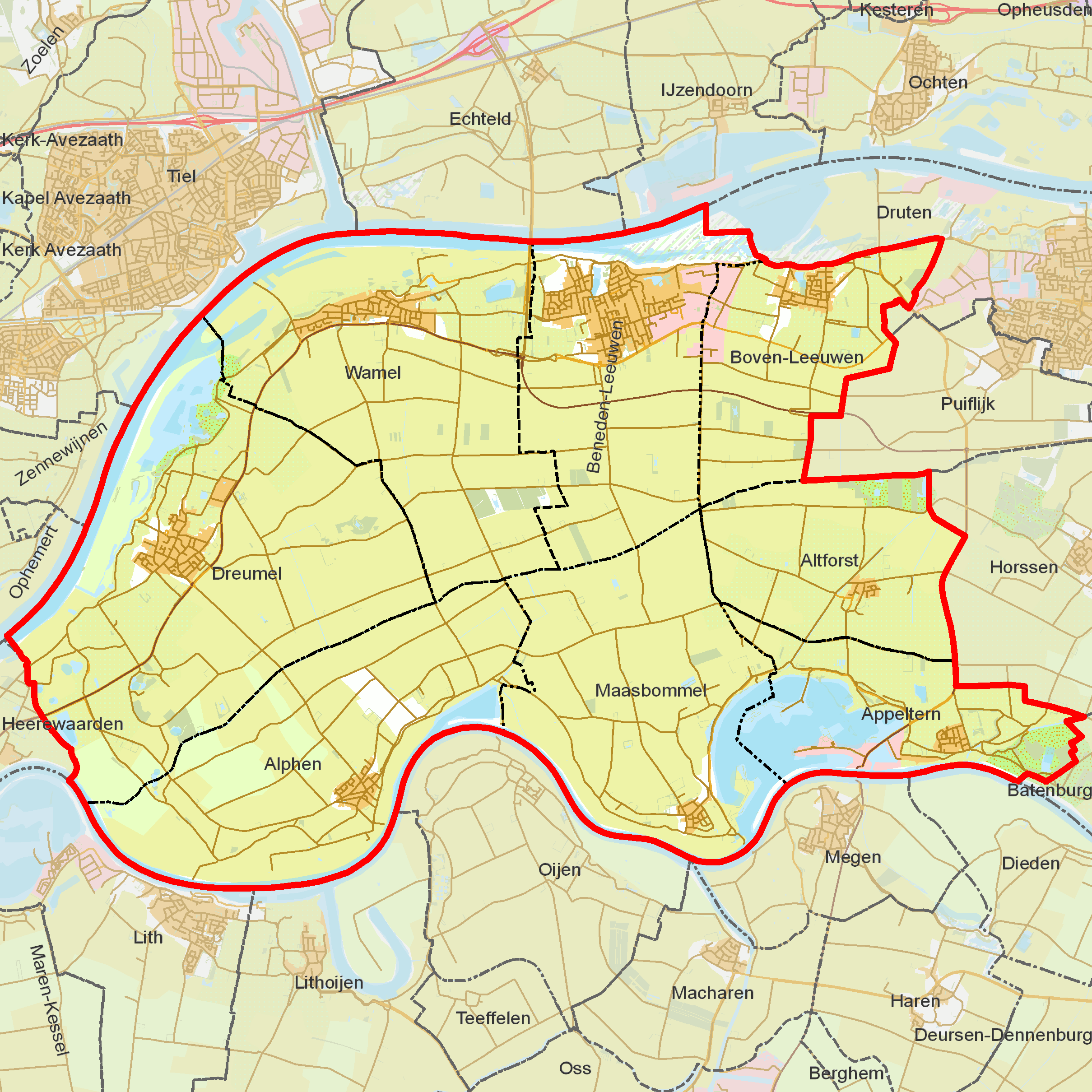
Woonplaatsen in de gemeente West Maas en Waal

- Alphen (1766)
- Altforst (1767)
- Appeltern (1768)
- Beneden-Leeuwen (1769)
- Boven-Leeuwen (1770)
- Dreumel (1771)
- Maasbommel (1772)
- Wamel (1773)

## Westervoort

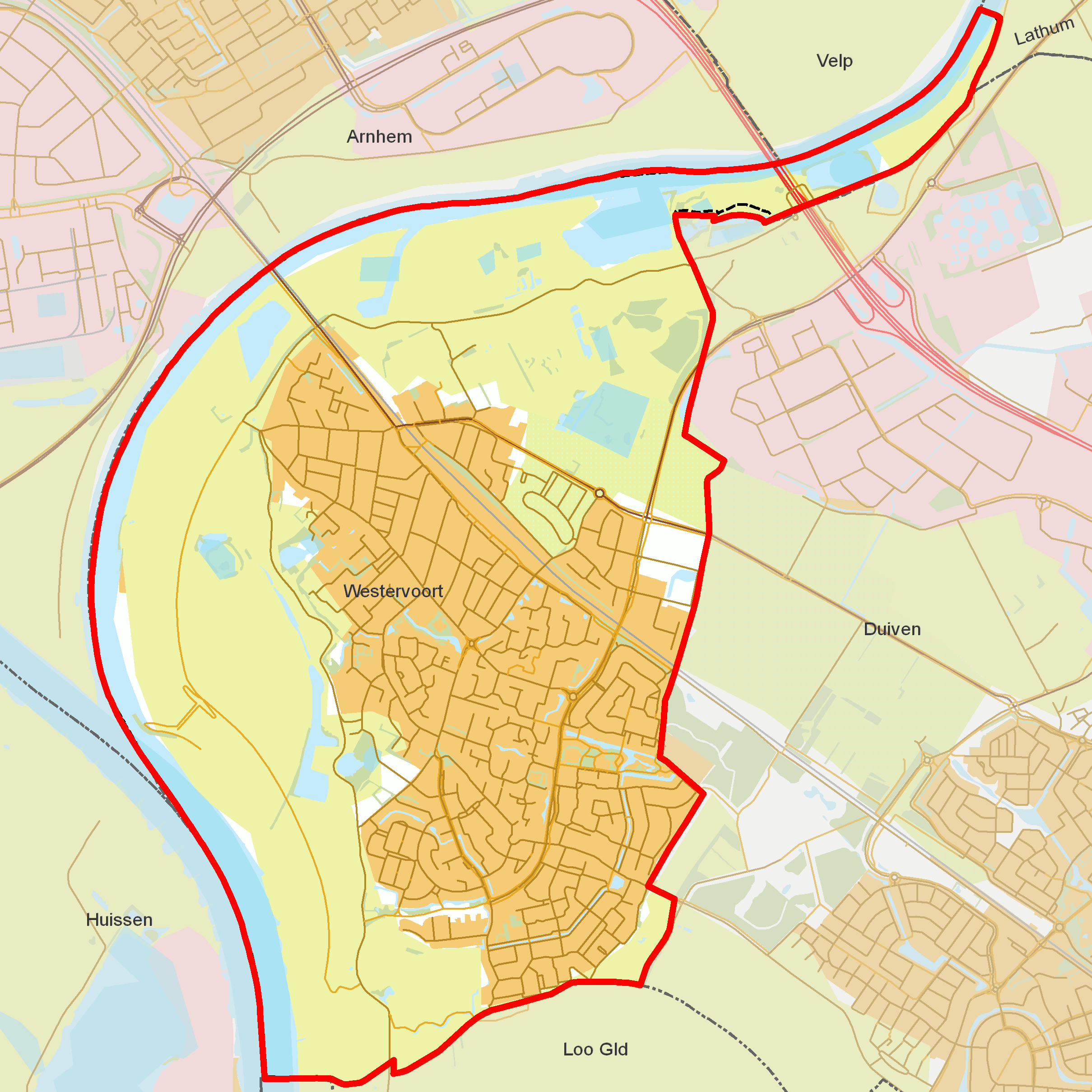
Woonplaatsen in de gemeente Westervoort

- Westervoort (1936)

## Wijchen

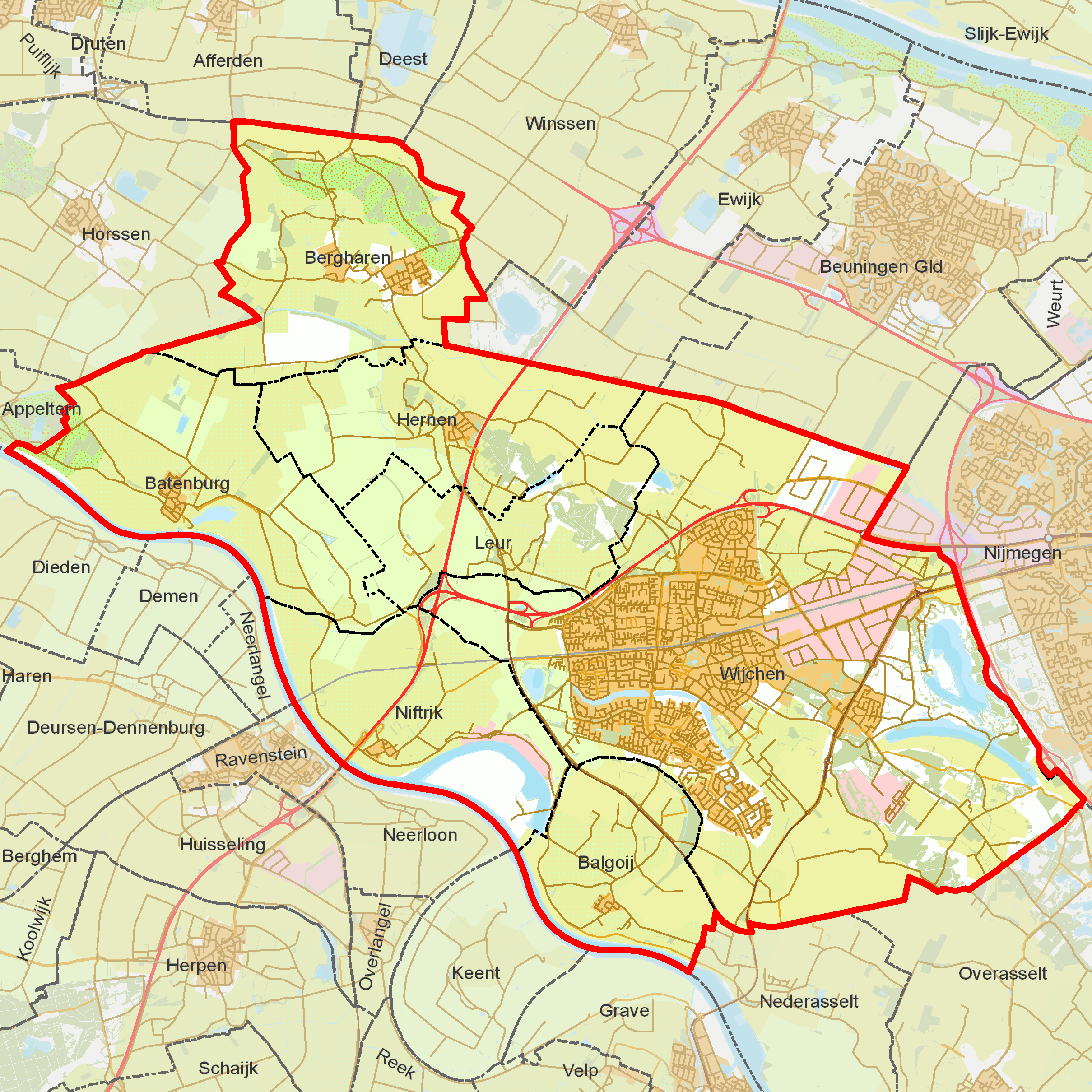
Woonplaatsen in de gemeente Wijchen

- Balgoij (2570)
- Batenburg (2568)
- Bergharen (2565)
- Hernen (2566)
- Leur (2567)
- Niftrik (2569)
- Wijchen (2564)

## Winterswijk

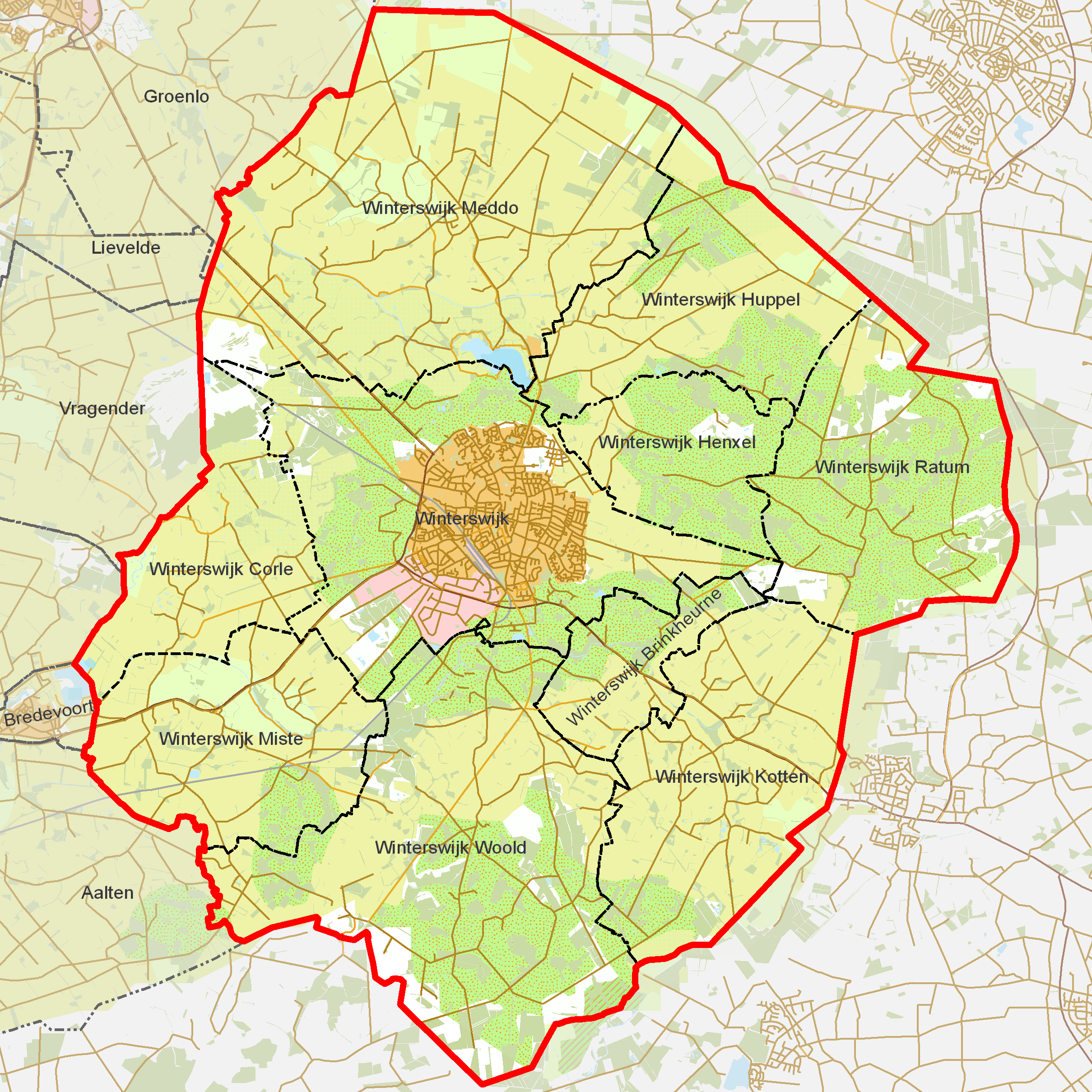
Woonplaatsen in de gemeente Winterswijk

- Winterswijk (1478)
- Brinkheurne (1486)
- Corle (1487)
- Henxel (1485)
- Huppel (1480)
- Kotten (1482)
- Meddo (1479)
- Miste (1484)
- Ratum (1481)
- Woold (1483)

## Zaltbommel

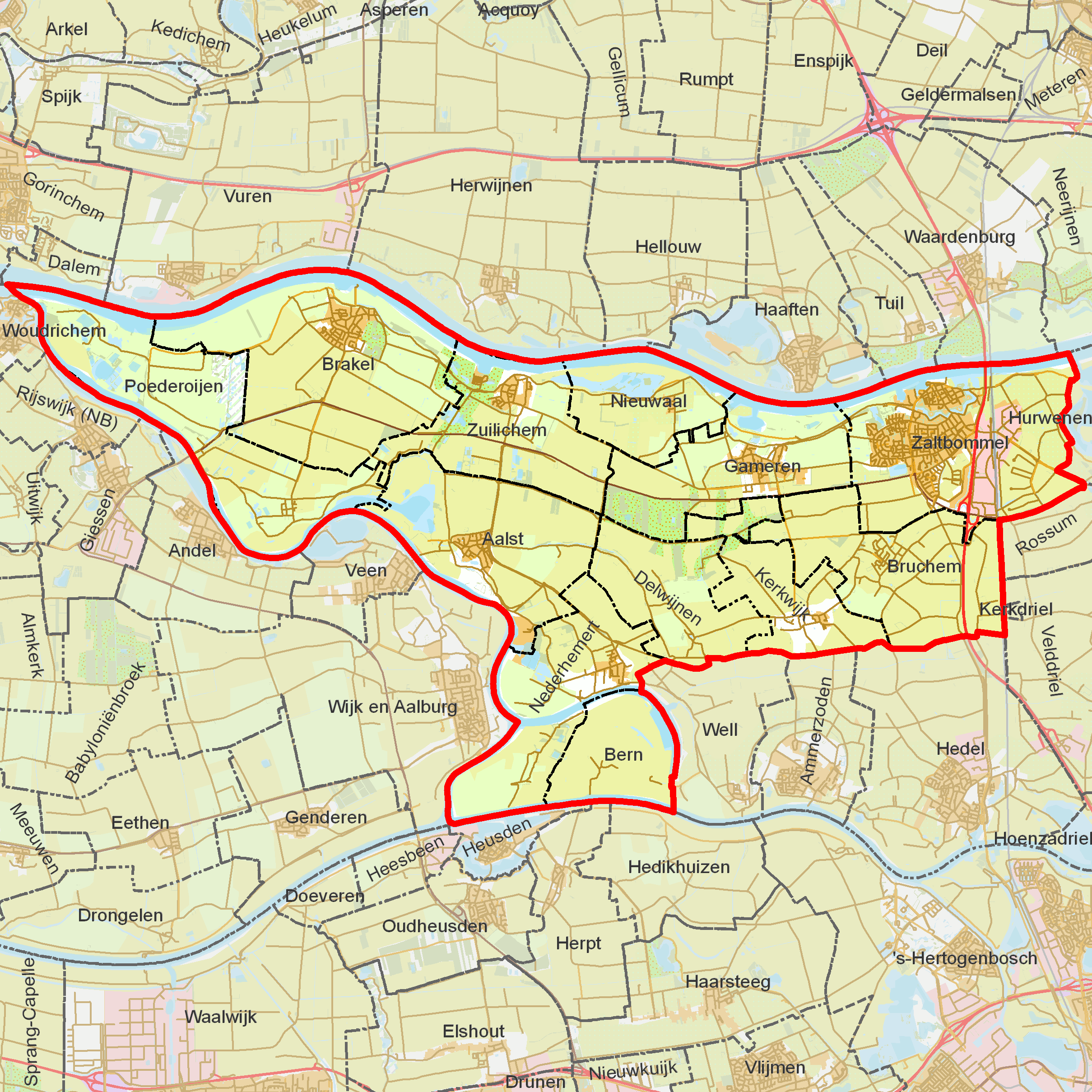
Woonplaatsen in de gemeente Zaltbommel

- Aalst (2626)
- Bern (2627)
- Brakel (2628)
- Bruchem (2629)
- Delwijnen (2630)
- Gameren (2631)
- Kerkwijk (2632)
- Nederhemert (2633)
- Nieuwaal (2634)
- Poederoijen (2635)
- Zaltbommel (2636)
- Zuilichem (2637)

## Zevenaar

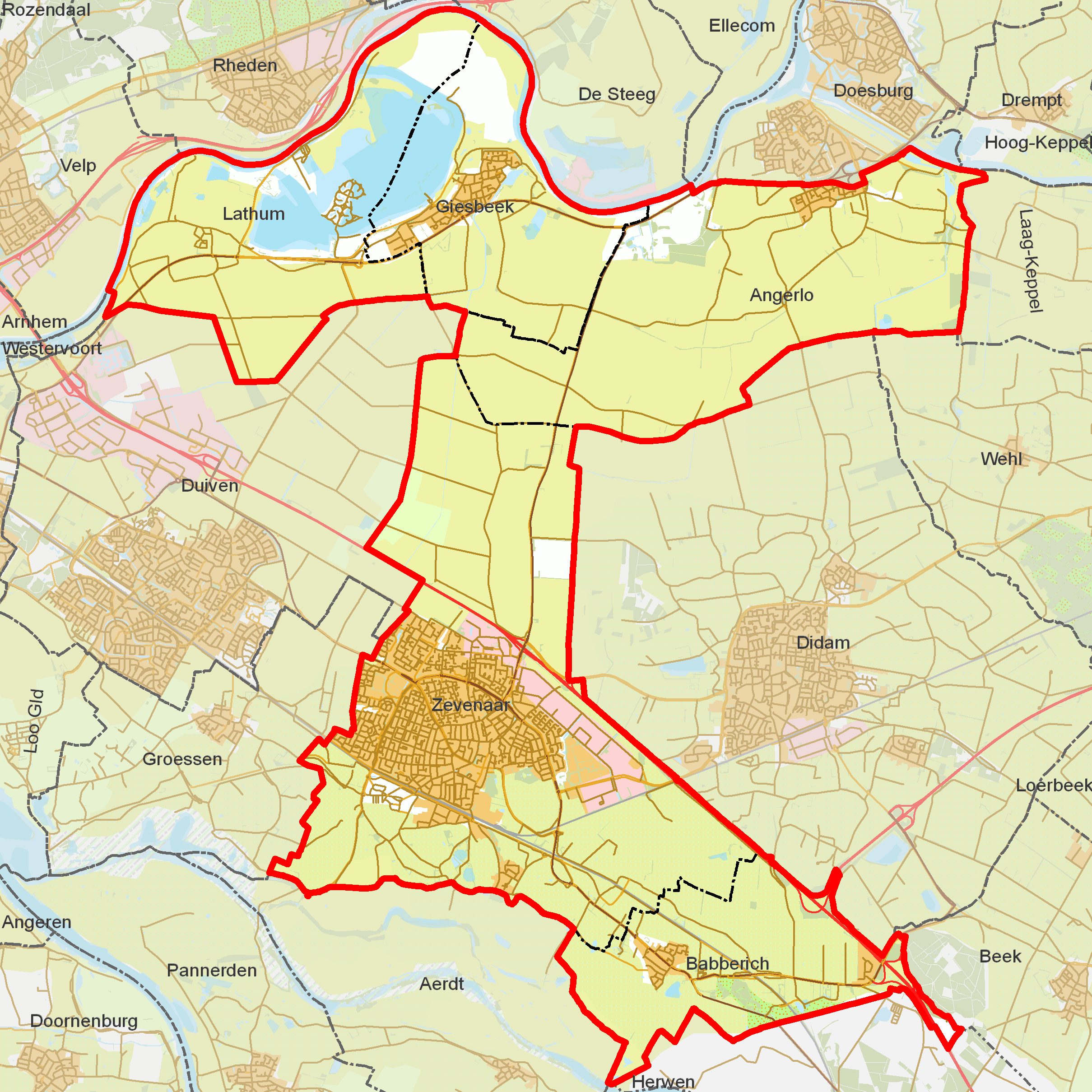
Woonplaatsen in de gemeente Zevenaar

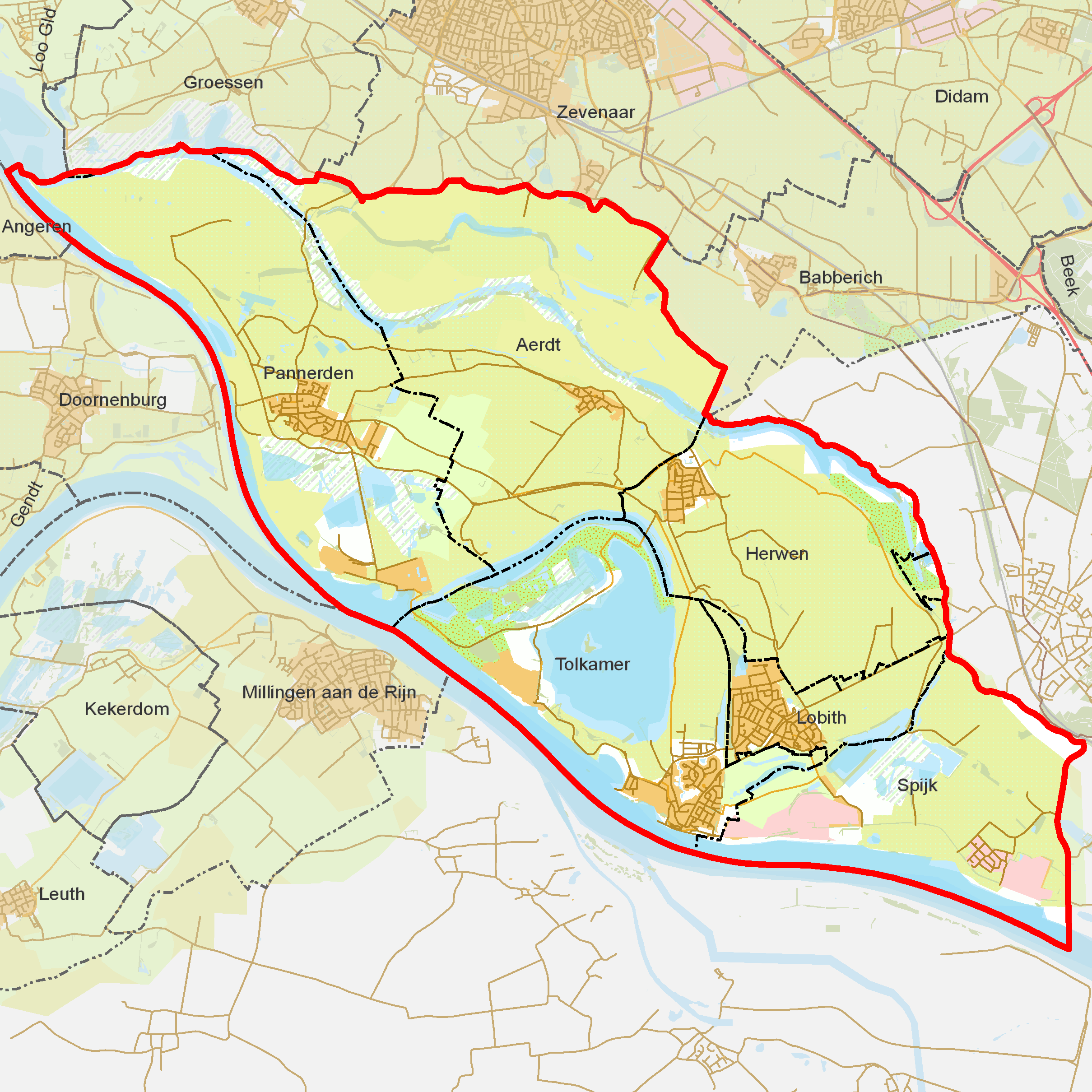
voormalige gemeente Rijnwaarden

- Aerdt (2976)
- Angerlo (1299)
- Babberich (1298)
- Giesbeek (1300)
- Herwen (2977)
- Lathum (1301)
- Lobith (2978)
- Pannerden (2979)
- Spijk (2980)
- Tolkamer (2981)
- Zevenaar (1297)

## Zutphen

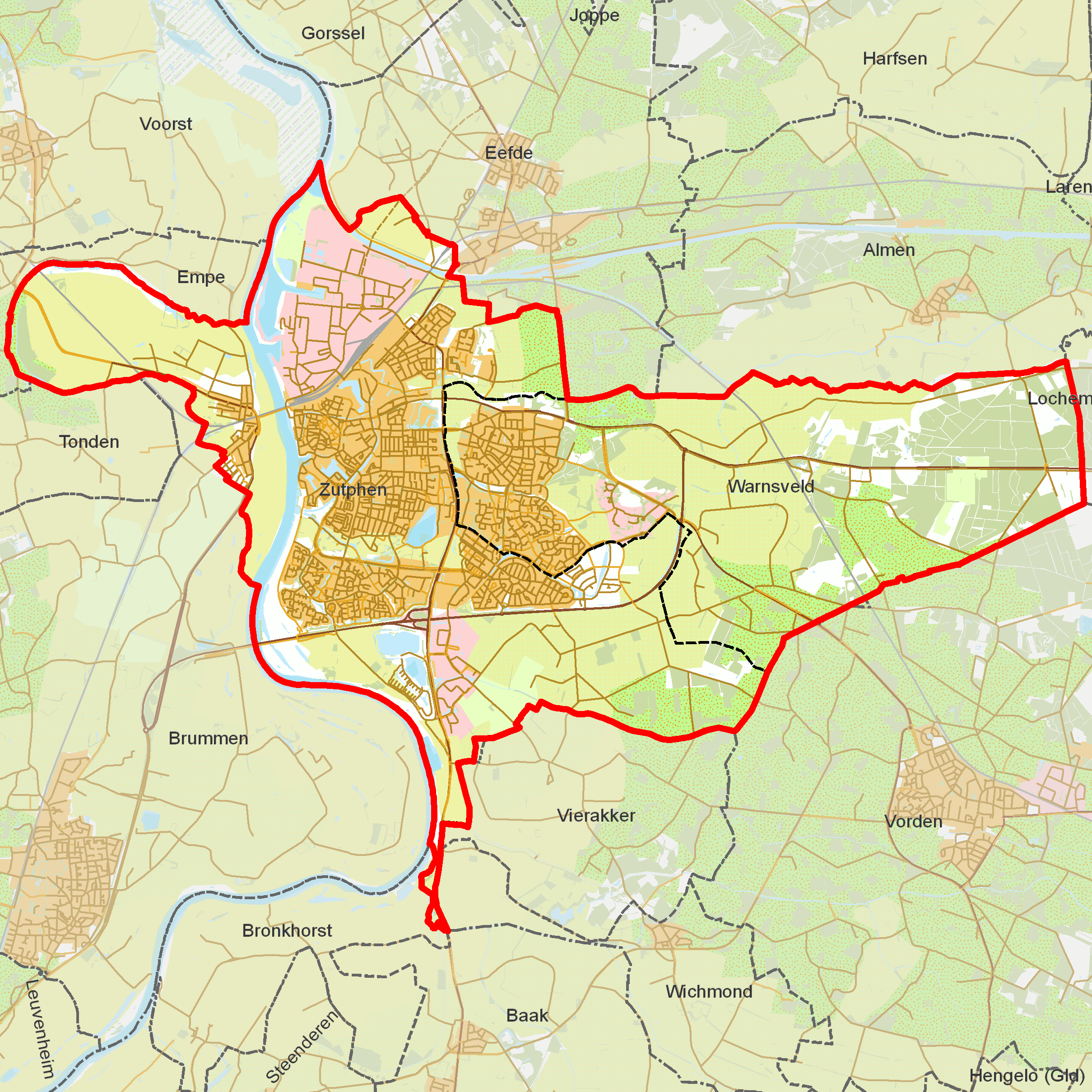
Woonplaatsen in de gemeente Zutphen

- Warnsveld (1396)
- Zutphen (1395)